# Pompeo Batoni
Pompeo Girolamo Batoni (Lucca, Grão-Ducado da Toscana, 25 de janeiro de 1708 - Roma, 4 de fevereiro de 1787) foi um pintor italiano do período Rococó.

## Biografia
Battoni nasceu em Lucca, filho do ourives Paolino Batoni. Mudou-se para Roma em 1727 ou 1728, tornando-se aprendiz de Sebastiano Conca e Francesco Imperiale.
Não obstante, já no início da década de 1740, Batoni recebe suas primeiras encomendas independentes. Em 1741, associa-se à Accademia di San Luca. Sua célebre pintura Êxtase de Santa Catarina de Siena (1743), atualmente no Museo di Villa Guinigi, em Lucca, ilustra com perfeição o refinamento do estilo Barroco tardio. Outra obra-prima do período, A Queda de Simão Mago (Cleveland Museum of Art), foi inicialmente pintada para a Basílica de São Pedro.
Batoni atingiu um inconteste prestígio em Roma, especialmente após a partida de seu maior rival, o pintor alemão Anton Raphael Mengs (precursor do Neoclassicismo) para a Espanha, em 1761. Foi protetor de Winckelmann e, assim como este, buscou externar em sua arte o Classicismo contido enunciado em artistas anteriores, como Rafael e Poussin, em detrimento dos pintores venezianos então em voga.
A retratística de Batoni era altamente valorizada, principalmente por aristocratas britânicos de passagem por Roma, que frequentemente encomendavam retratos pomposos, dispostos em cenários repletos de antiguidades, ruínas e obras de arte (há registros de mais de 200 retratos de patronos britânicos pintados por Batoni). Suas obras se proliferaram nas coleções particulares inglesas, assegurando a popularidade do gênero no Reino Unido, onde Sir Joshua Reynolds seria seu principal expoente.
Em Lisboa podem admirar-se várias das suas pinturas na Basílica da Estrela
Em 1769, executou o duplo retrato de Francisco I da Áustria e José II da Germânia, que lhe rendeu ampla notoriedade na Áustria. Por volta desta época, também retratou o Papa Pio VI.
Casou-se duas vezes, com Caterina Setti, em 1729, e com Lucia Fattori, em 1747, e teve doze filhos - três dos quais tornaram-se assistentes do seu estúdio. De 1759 em diante, Batoni viveu em uma ampla residência na Via Bocca di Leone, em Roma, onde se localizava seu ateliê, além de galerias para expor suas obras e uma academia de desenho. Faleceu em Roma, em 1787.

## Lista de trabalhos

### Alegoria e História
(Em ordem cronológica)
- A Virgem Maria entronizada com santos do Gabrielli di Gubbio família - (1732-1733), San Gregorio al Celio, Roma; e (1736), Gallerie dell'Accademia, Veneza
- As cinco alegorias das artes - (1740) Stadelsches Kunstinstitut, Frankfurt am Main
- Apollo and Two Muses - (1741) Museu do Palácio do Rei João III em Wilanów, Varsóvia
- Catarina de Siena em Ecstasy - (1743) Museo di villa Guinigi, Lucca
- Aquiles e Lycomedes - (1745) Uffizi, Florença
- O tempo ordena que a velhice destrua a beleza - (1746) National Gallery, Londres
- Queda de Simão Mago - (1746–1755) Basílica de São Pedro, Roma
- Enéias fugindo de Tróia - (1750) Galeria Sabauda, Torino
- Vulcan - (1750) Galeria Nacional do Canadá, Ottawa
- Cleópatra mostra a Otaviano o busto de César - (1755) Musée des Beaux-Arts de Dijon
- Martírio de Santa Lúcia - (1759) Real Academia de Belas Artes de San Fernando, Madrid
- A Sagrada Família - (1760) Museu Capitolino, Roma
- Diana e Cupido - (1761) Metropolitan Museum of Art, Nova York
- Madonna - Igreja de Santa Maria em Monterone, Roma

### Retratos
- Retrato de um homem em um terno azul - (1760) Museu de Arte de Dallas
- Retrato de Richard Milles - (1760-1770) National Gallery, Londres
- Retrato de Humphry Morice - (1761) National Gallery, Londres
- Retrato de Charles Crowle - (1761-1762) Louvre, Paris
- Retrato de Lord Dundas - (1764) Aske Hall, Yorkshire, Inglaterra
- Retrato de Manuel de Rodas - (1765) Real Academia de Belas Artes de San Fernando, Madrid
- Retrato de Abbondio Rezzonico - (1766) Galleria Nazionale d'Arte Antica, Roma
- Retrato de Sir Gregory Page Turner - (1768) coleção particular
- Retrato de Leopold, Grão-duque da Toscana - (1768) coleção particular
- Retrato de Thomas Estcourt, Esquire - (1772) Biblioteca John Hay, Brown University
- Auto - retrato - (1773-1774) Uffizi, Florença
- Retrato de Thomas William Coke - (1774) Holkham Hall, Norfolk, Inglaterra
- Retrato de um homem (John Scott?) - (1770) National Gallery, Londres
- Retrato de Pio VI - (1775-1776) Galeria Sabauda, Torino
- Retrato de Douglas, 8º Duque de Hamilton - (1775–1776) Castelo Inveraray
- Retrato de Francis Basset - (1778) Real Academia de Belas Artes de San Fernando, Madrid
- Retrato de Francis Basset 1º Barão de Dunstanville - (1778) Museu do Prado, Madrid
- Retrato de George Legge Visconde Lewisham - (1778) Museu do Prado, Madrid
- Retrato do Papa Pio VI - (ca.1780) Castelo Real, Varsóvia
- Retrato de Pierre André de Suffren - (c.1785)
- Retrato da Condessa Maria Benedetta di San Martino - (1785) Museu Thyssen-Bornemisza, Madrid

## Galeria

### Retratos

Retratos de Pompeo Batoni
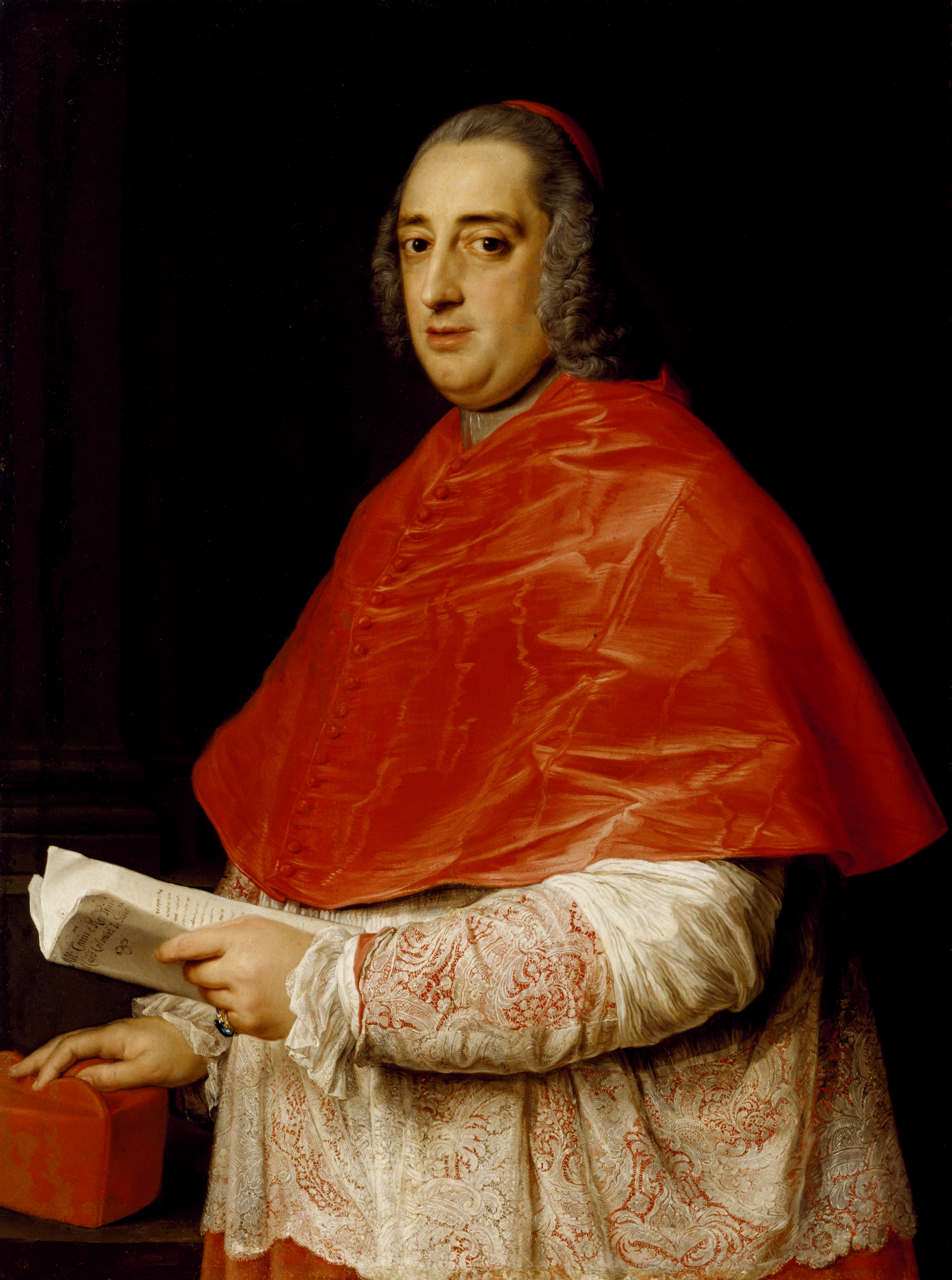
Cardial Prospero Colonna di Sciarra, c.1750, Walters Art Museum, Mount Vernon, Baltimore
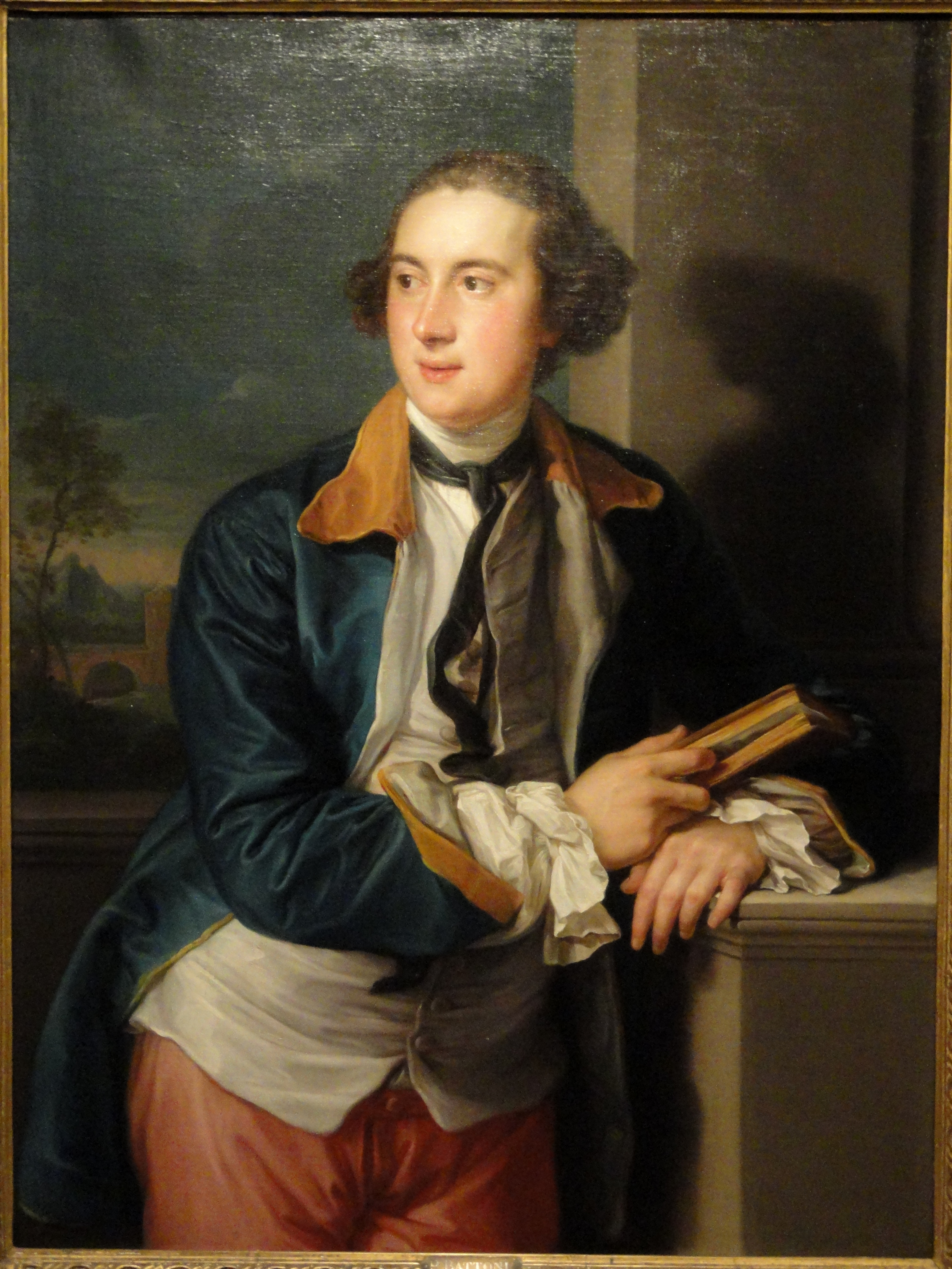
William Legge, 1752–56, Hood Museum of Art, Dartmouth College
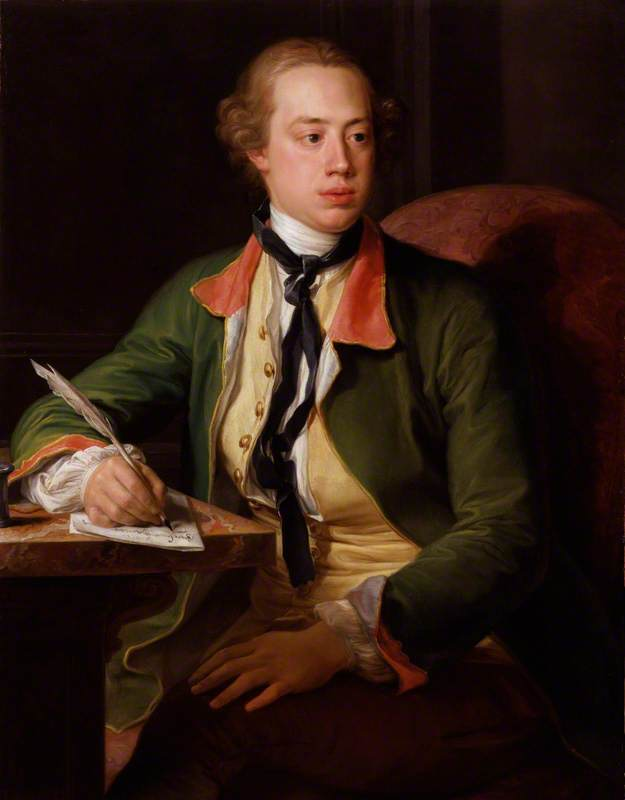
Frederick North, Lord North, 1753, National Portrait Gallery, Londres
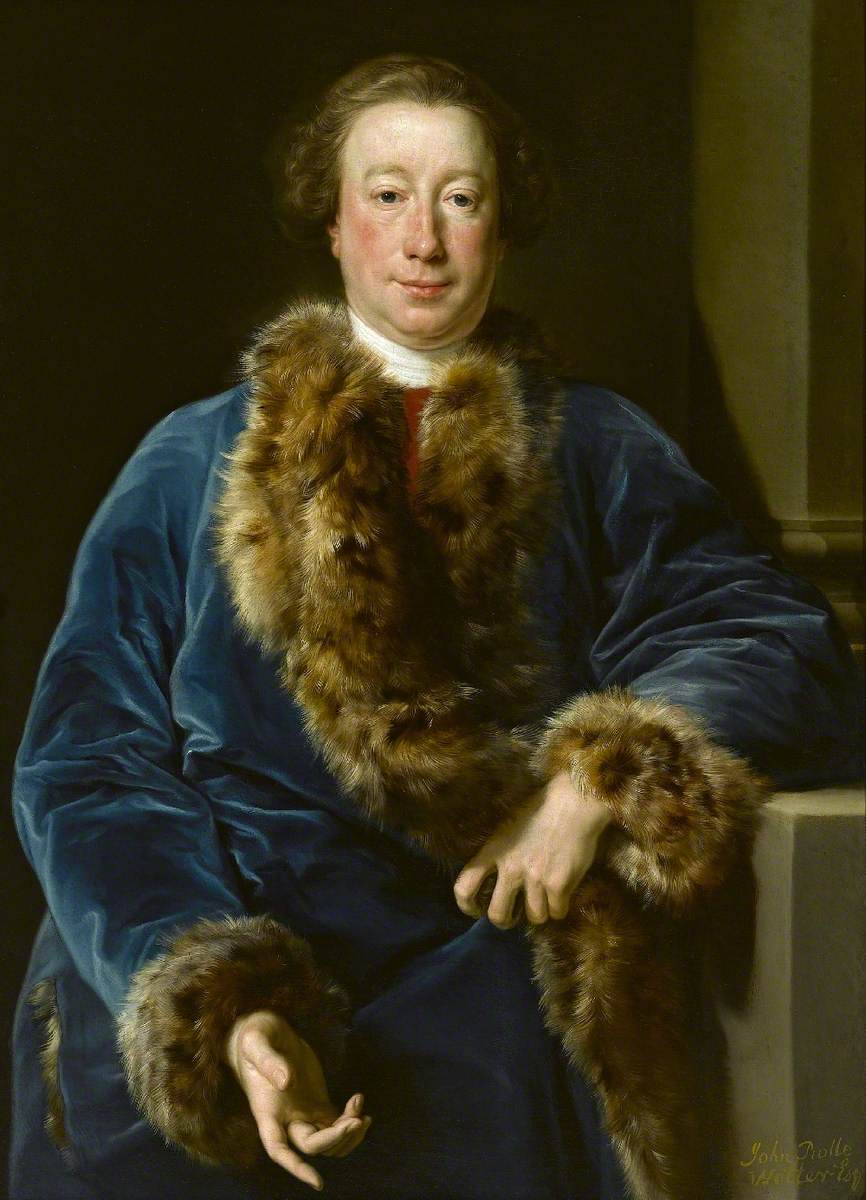
John Rolle Walter, c.1753, Royal Albert Memorial Museum, Exeter
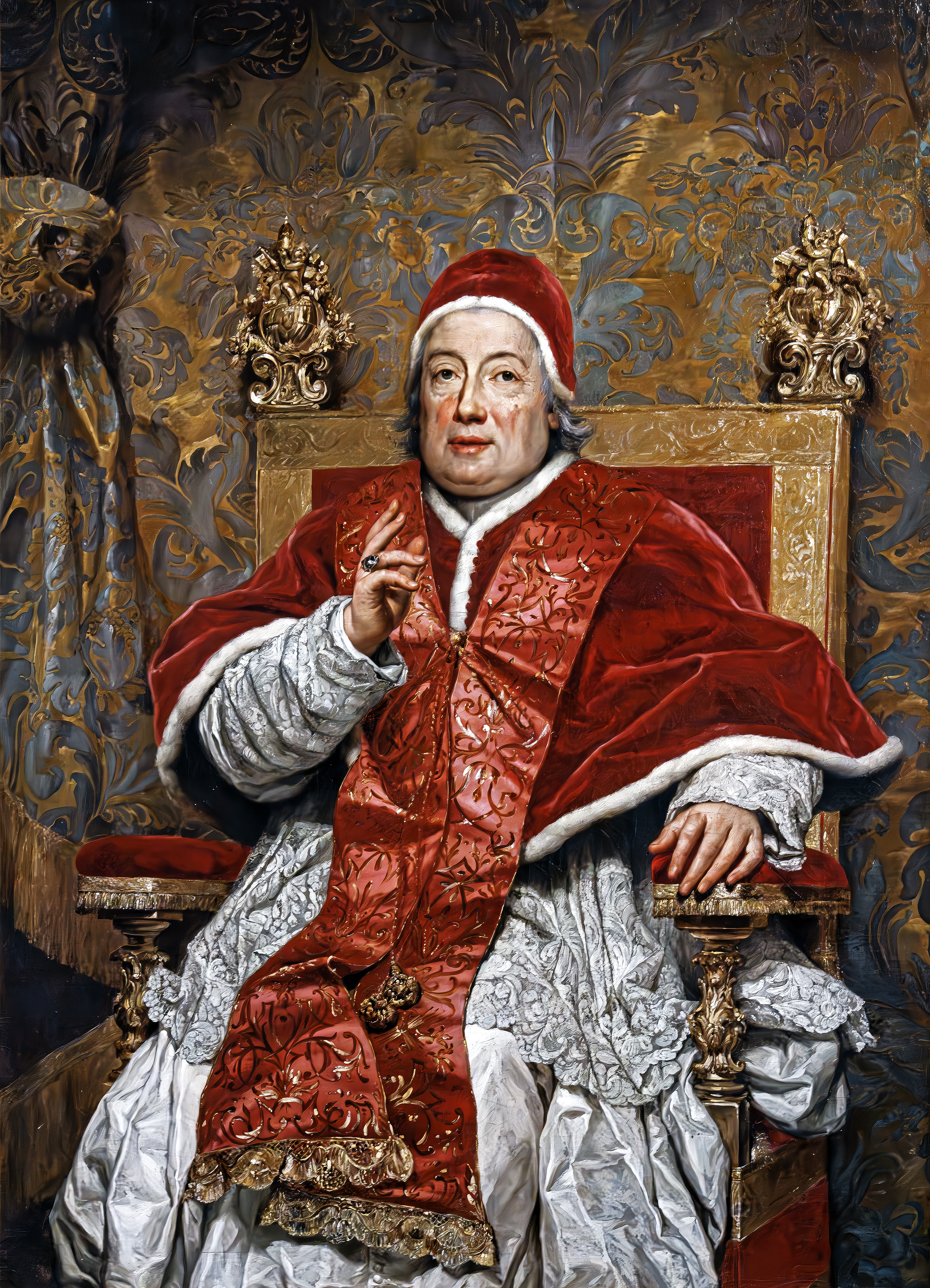
Clemente XIII, 1758, Museo Nazionale del Palazzo di Venezia, Roma
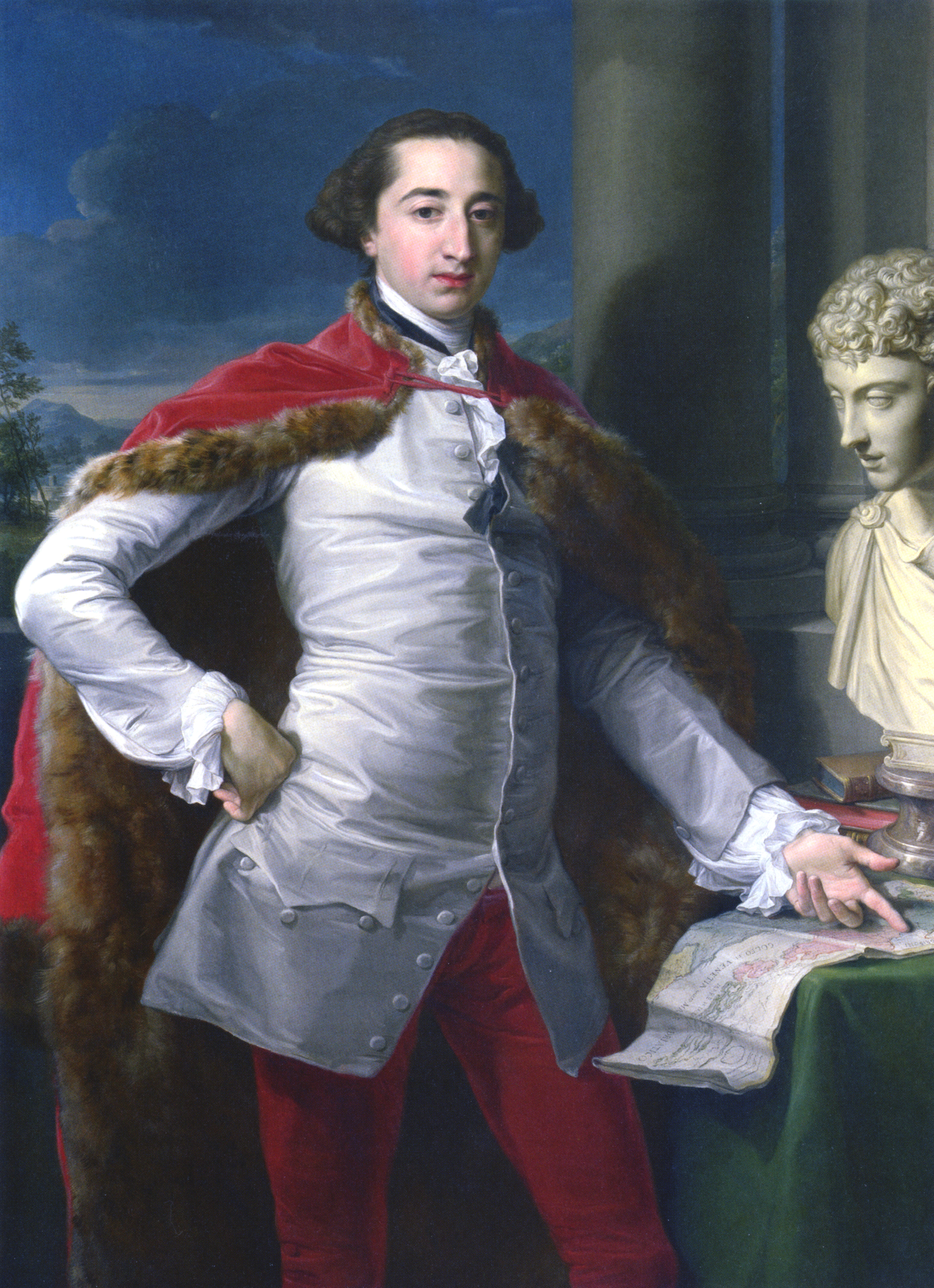
Richard Milles, 1758, National Gallery, Londres
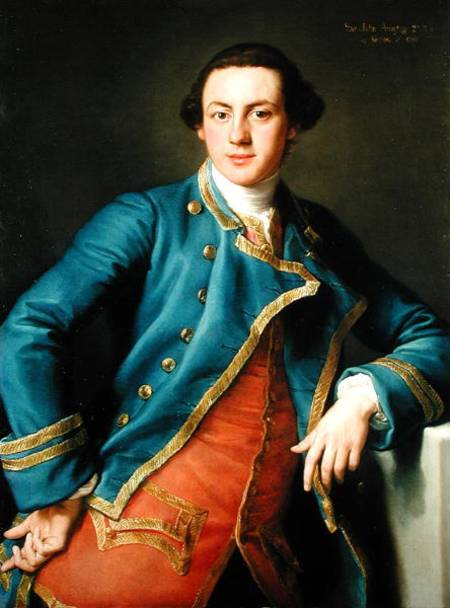
John Armytage, 1758
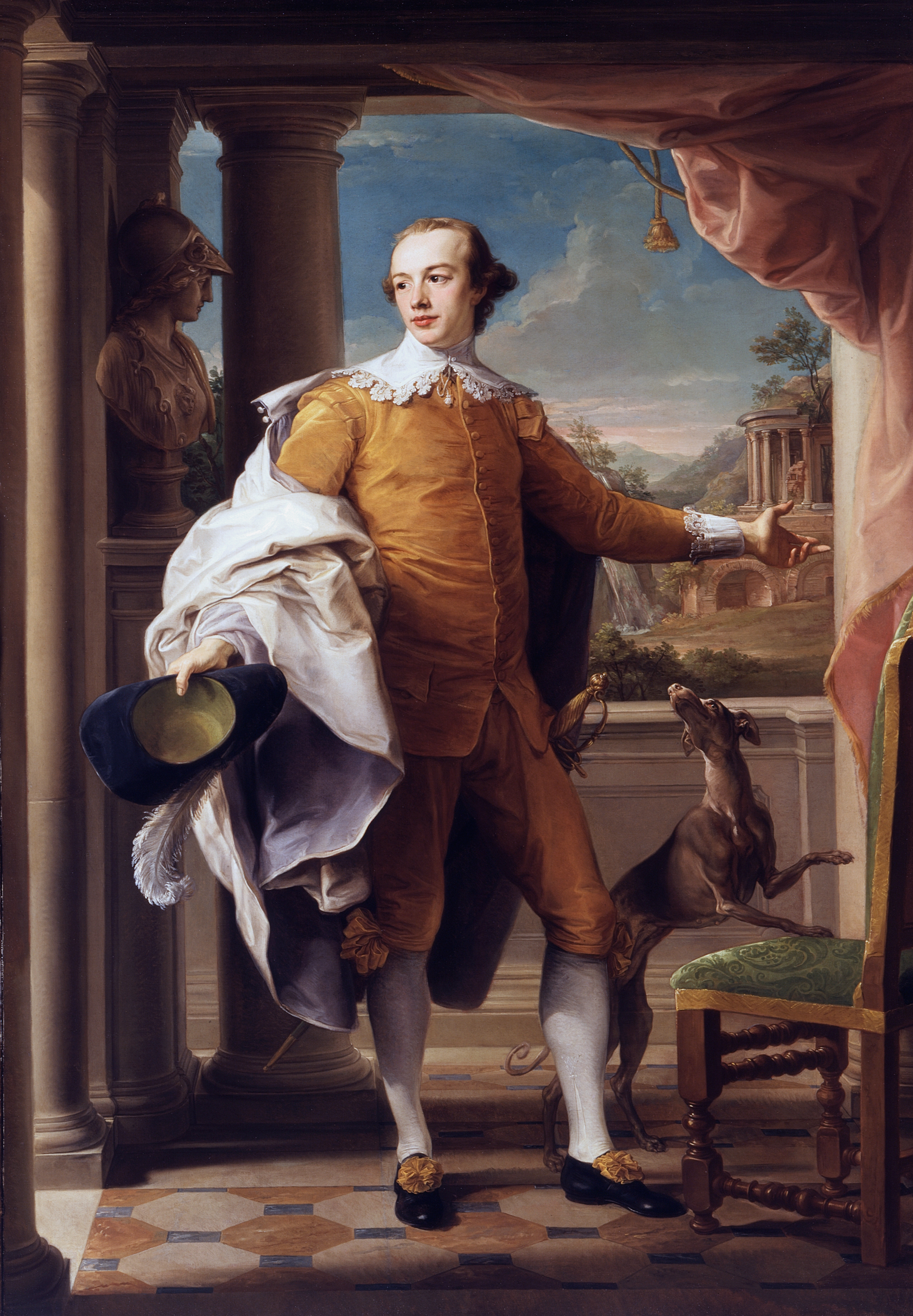
Sir Wyndham Knatchbull-Wyndham, 1758–59, Los Angeles County Museum of Art
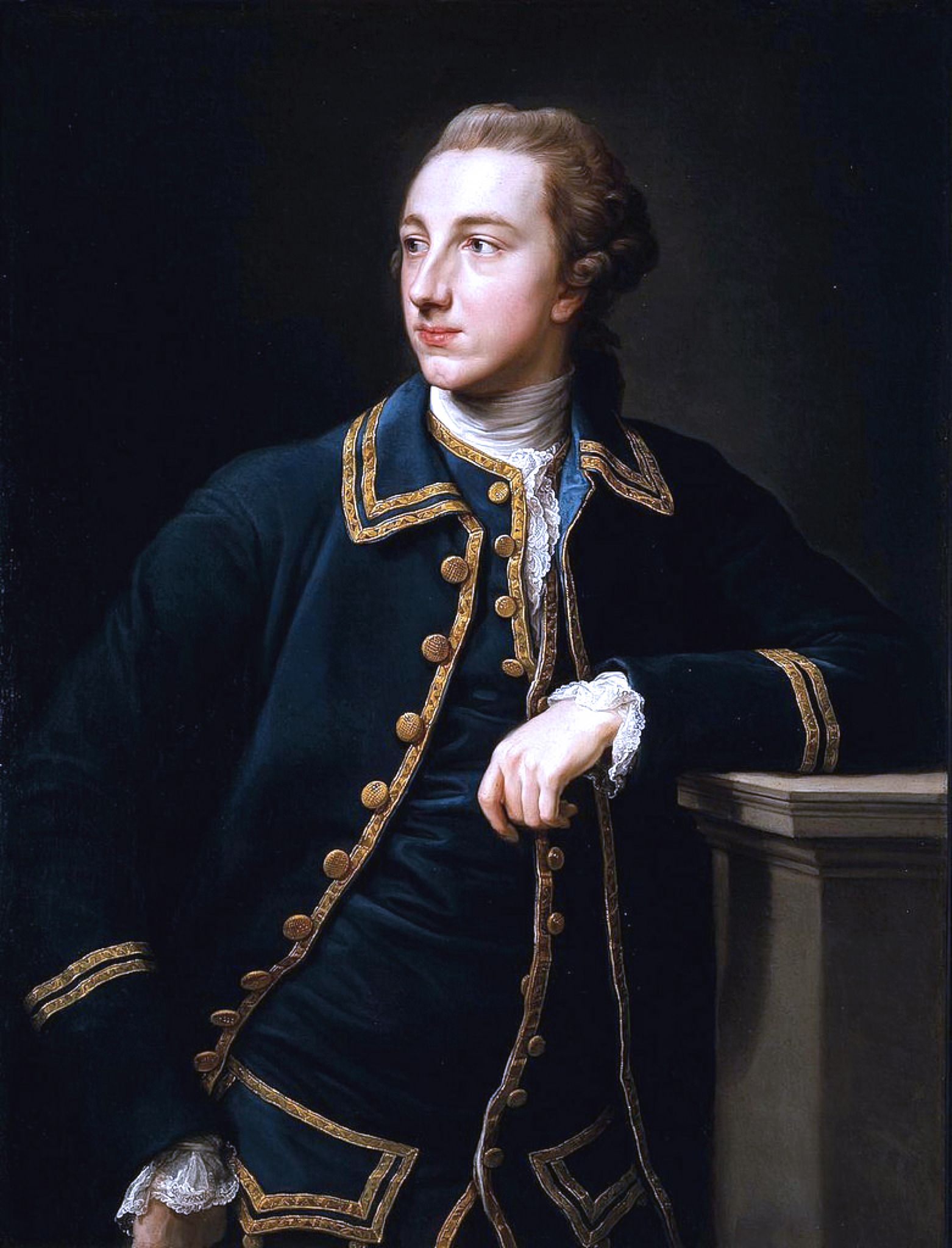
Retrato d'homme en costume bleu (vers 1760) Dallas Museum of Art
Charles Crowle, 1762, Louvre, Paris
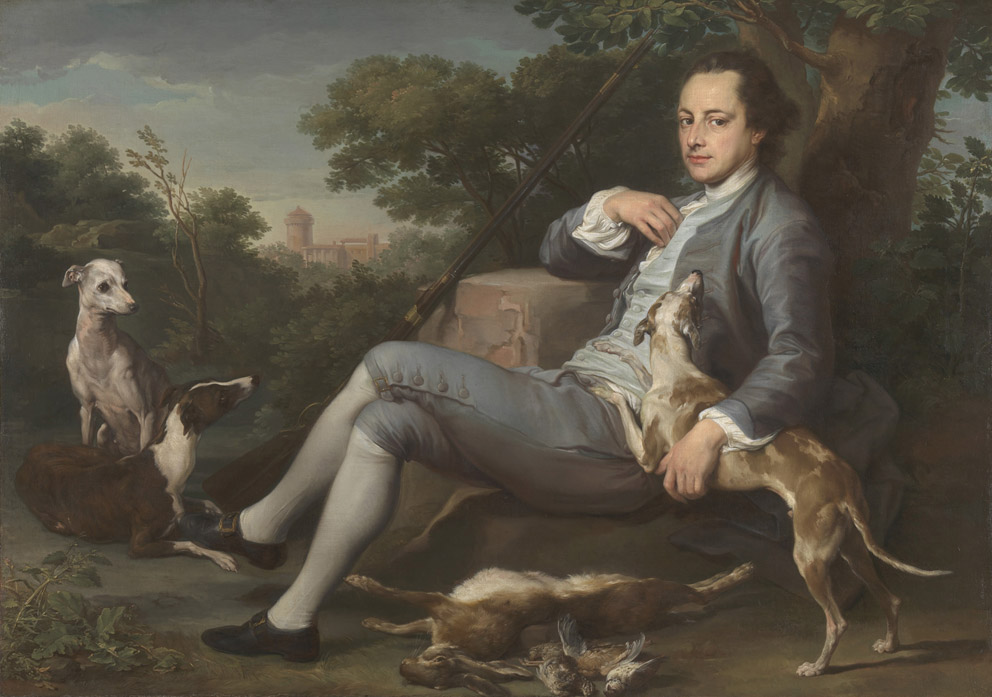
Humphry Morice, c.1762,  National Portrait Gallery, Londres
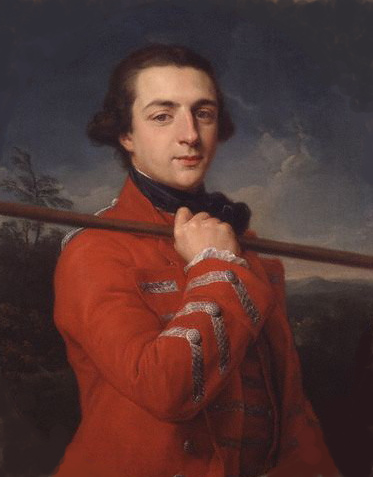
Augustus FitzRoy, 1762, National Portrait Gallery, Londres
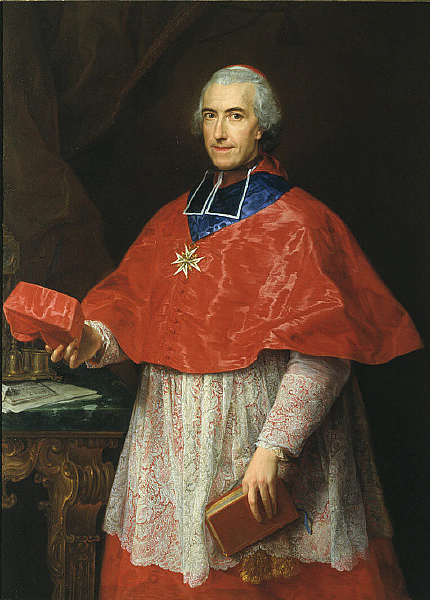
Cardial Jean-François-Joseph de Rochechouart, 1762, Saint Louis Art Museum, Saint Louis
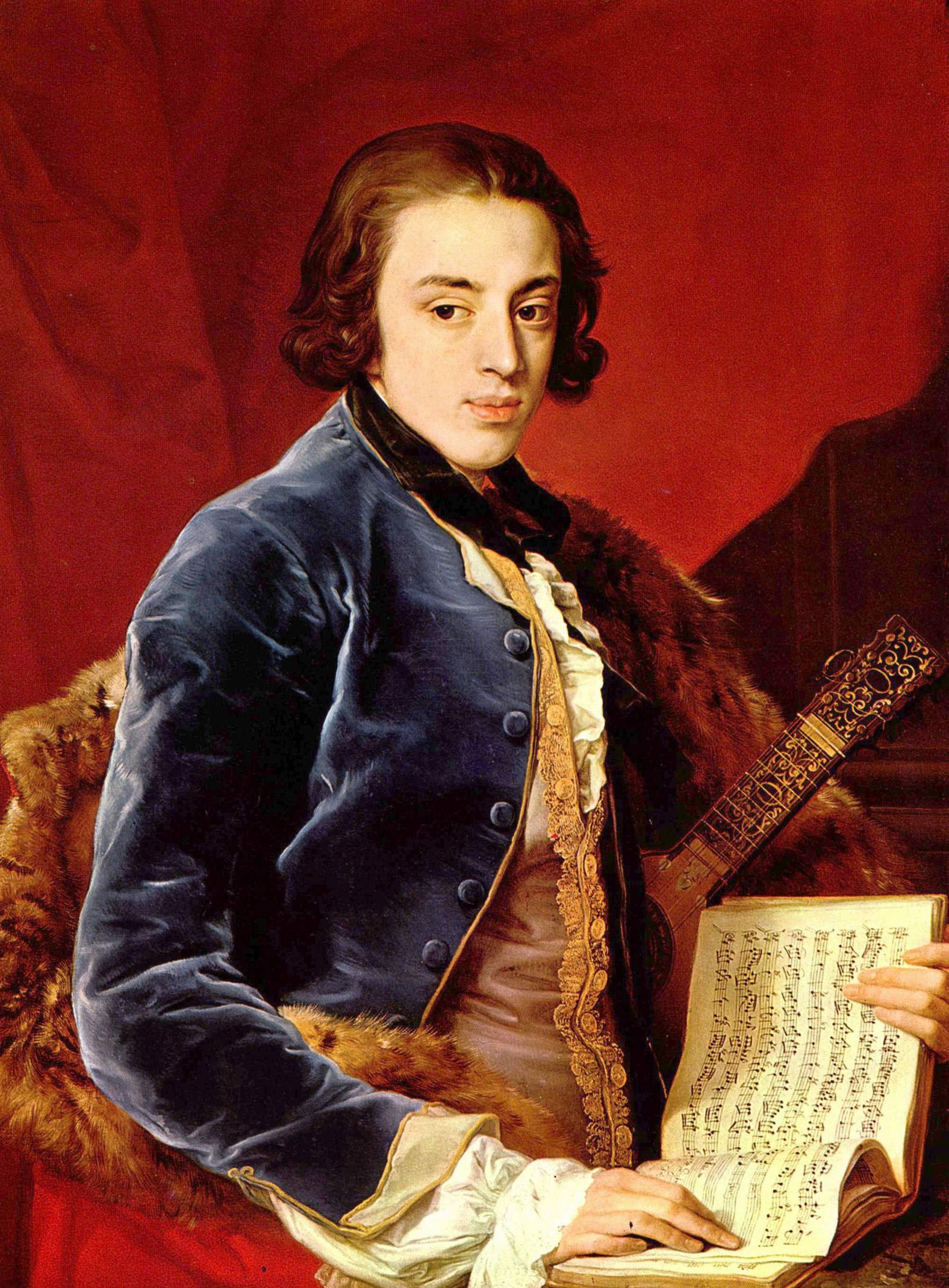
John Montagu, Marquess of Monthermer, 1764, Boughton House, Northamptonshire
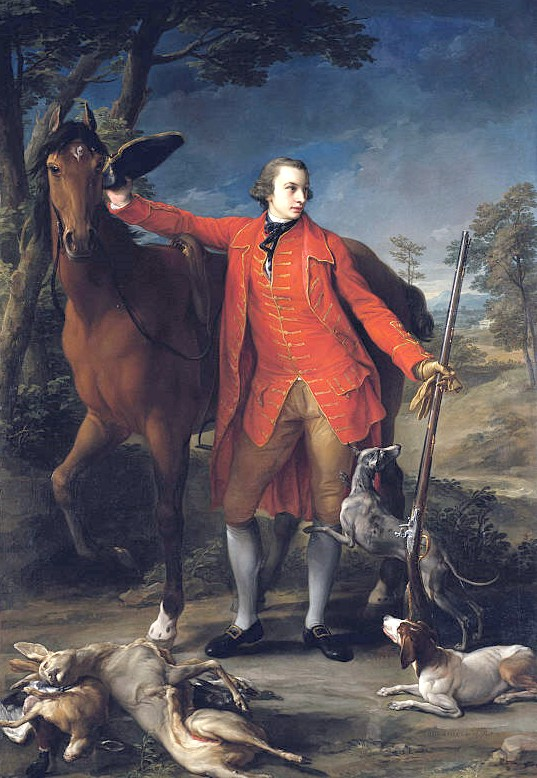
Alexander, 1764, Scottish National Gallery, Edinburgh
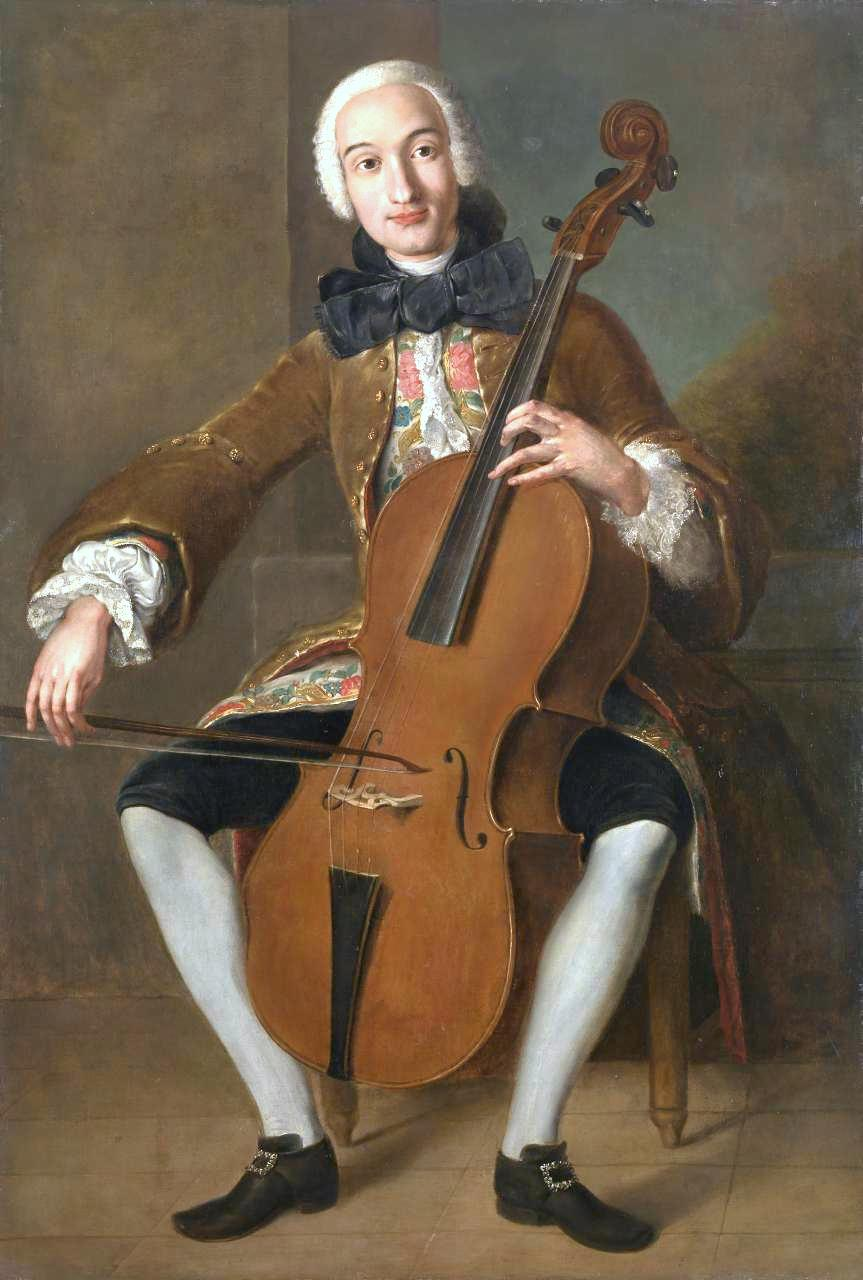
Luigi Boccherini, c. 1764-67, National Gallery of Victoria, Melbourne
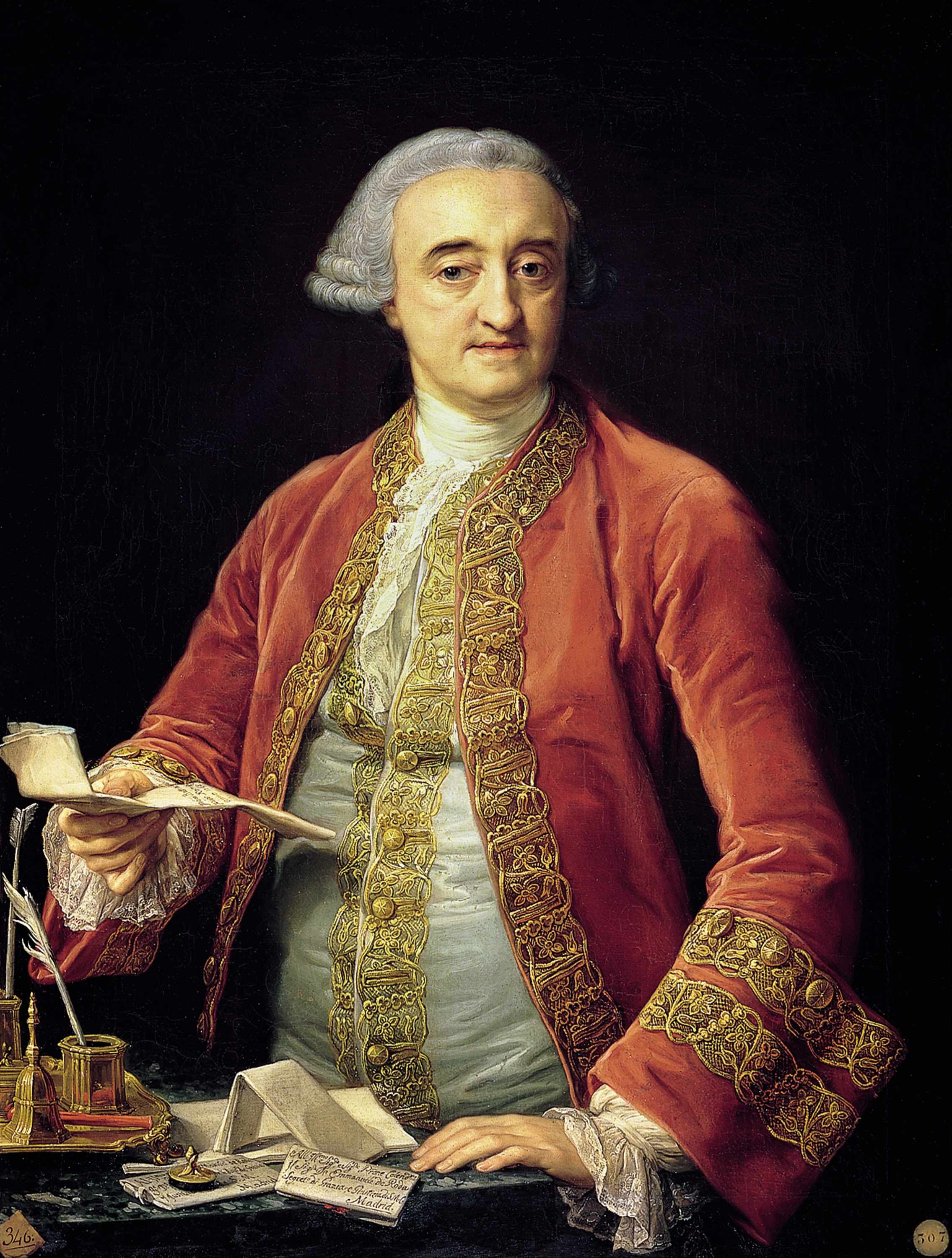
Manuel de Roda, c.1765, Real Academia de Bellas Artes de San Fernando, Madrid
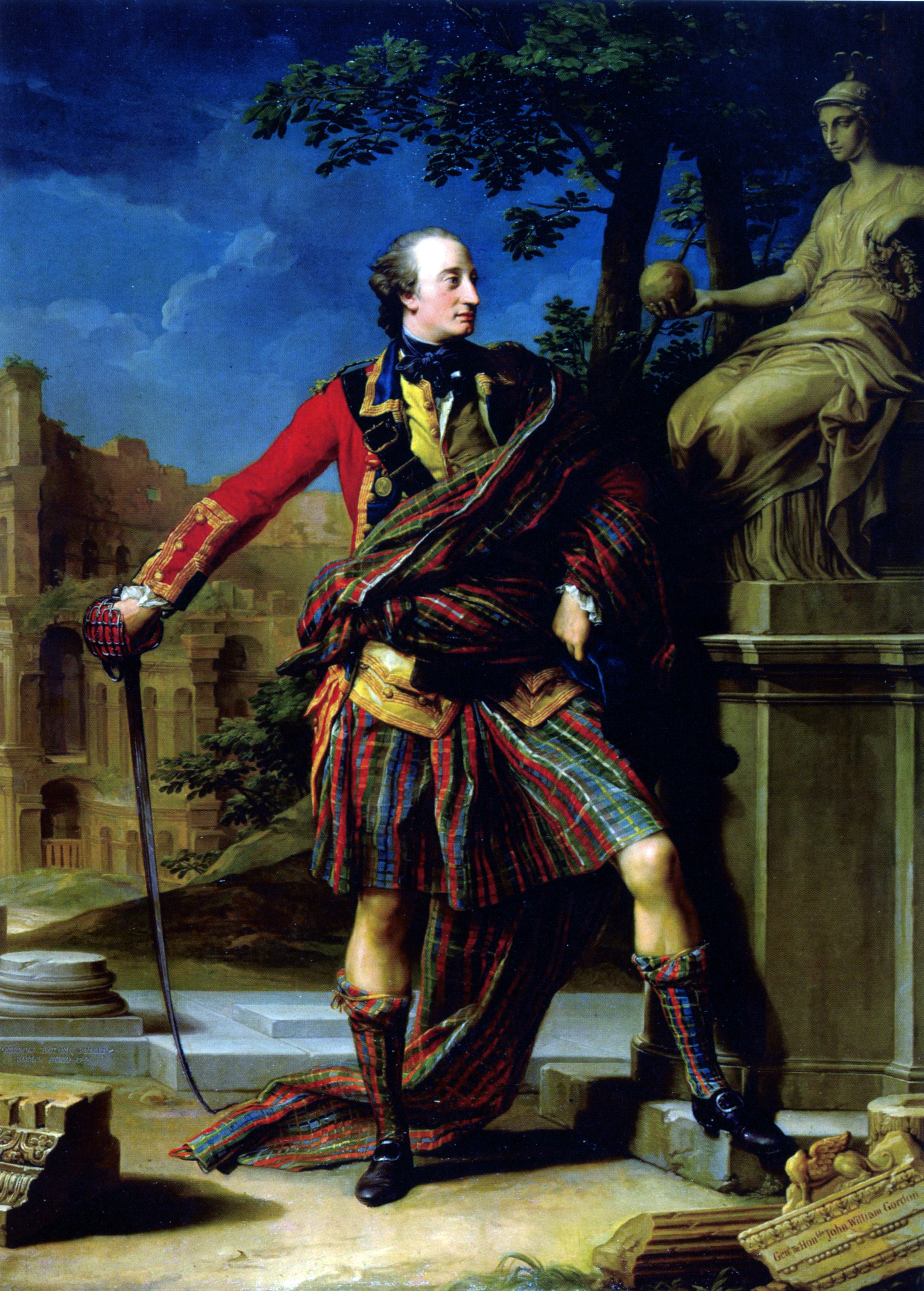
General William Gordon, 1765–66, Fyvie Castle, Fyvie, Aberdeenshire
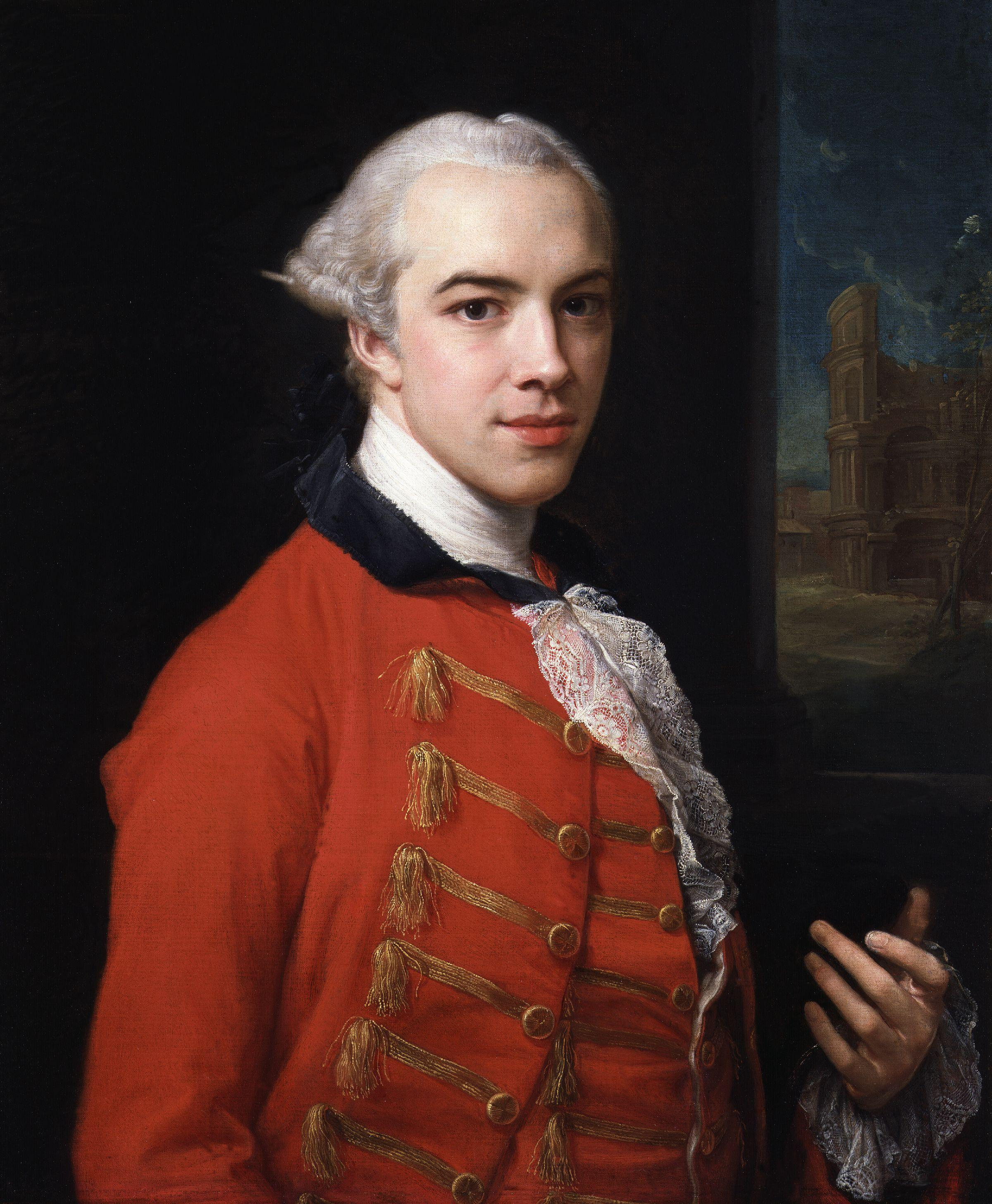
Philip Metcalfe, 1766–67, National Portrait Gallery, Londres
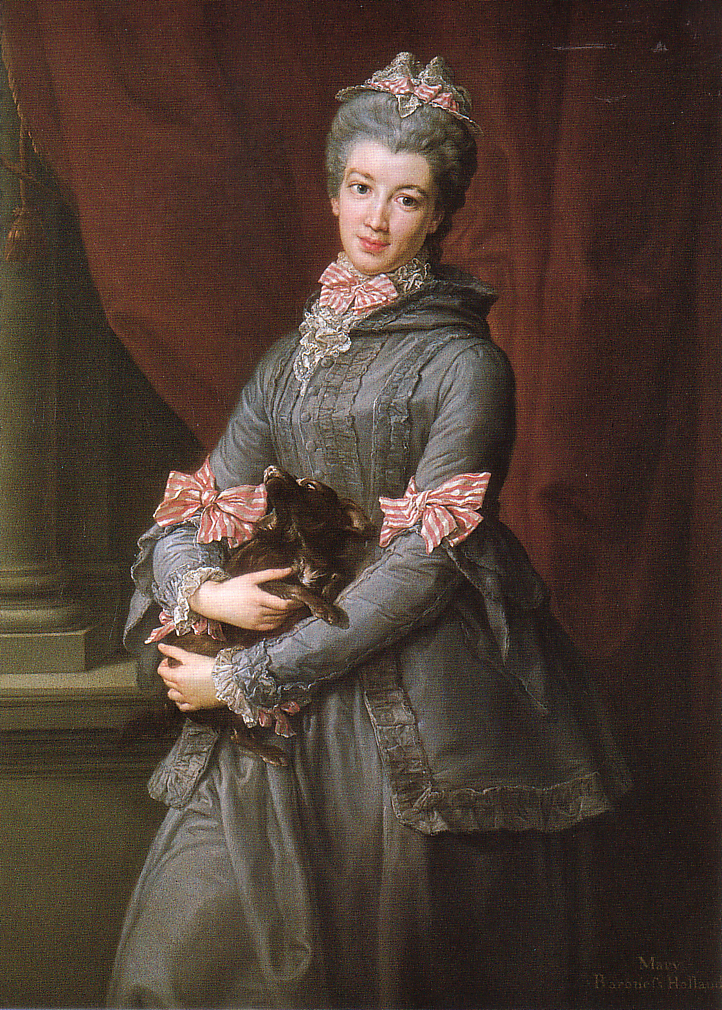
Mary Fox, 1767
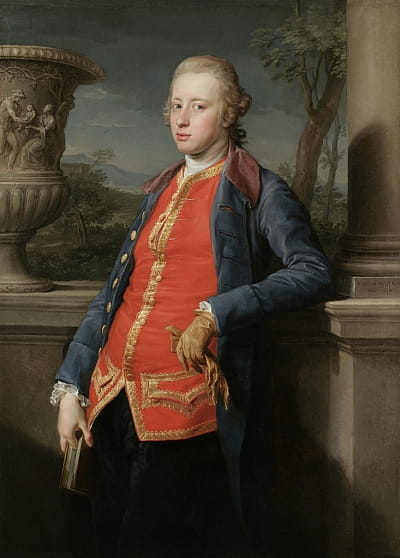
William Cavendish, 1768, Chatsworth House, Derbyshire
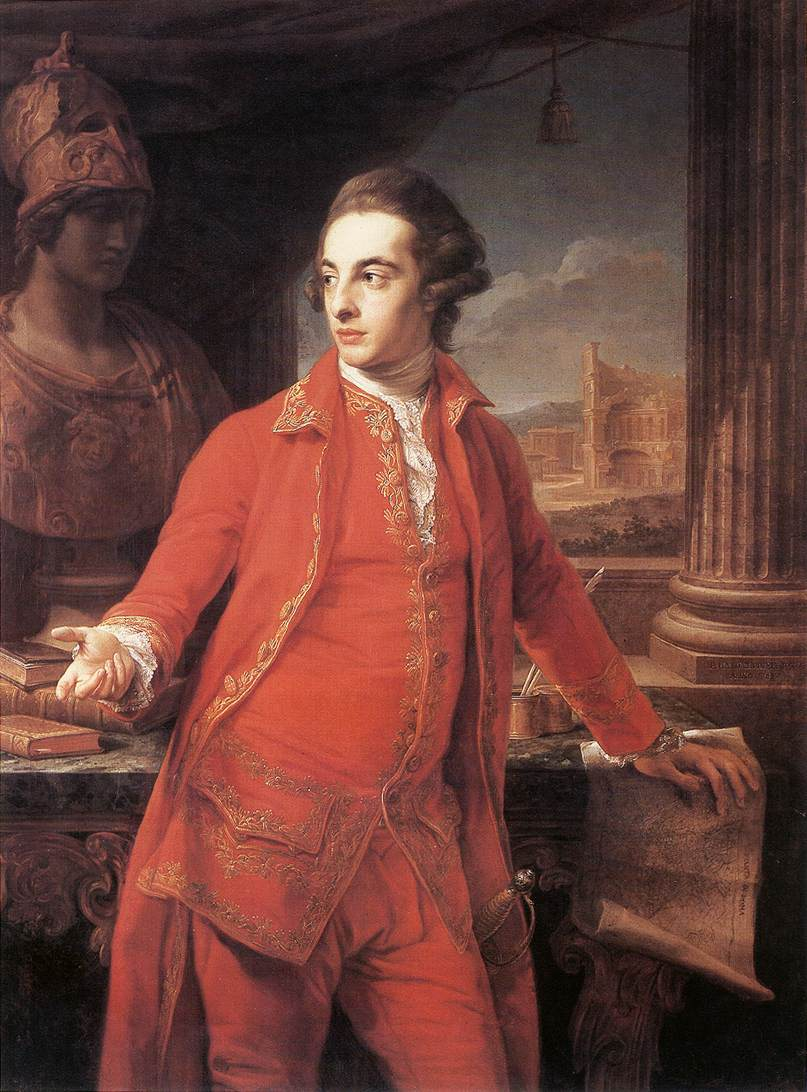
Sir Gregory Page, c.1768
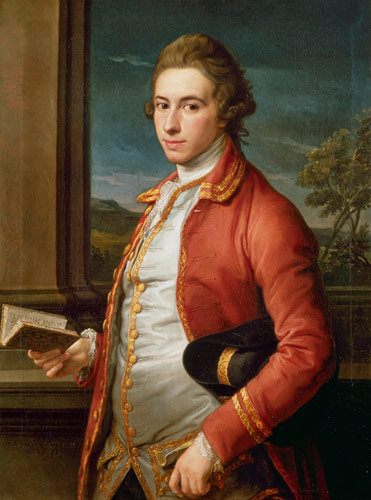
Sir William Fitzherbert, c.1768, Tissington Hall, Derbyshire
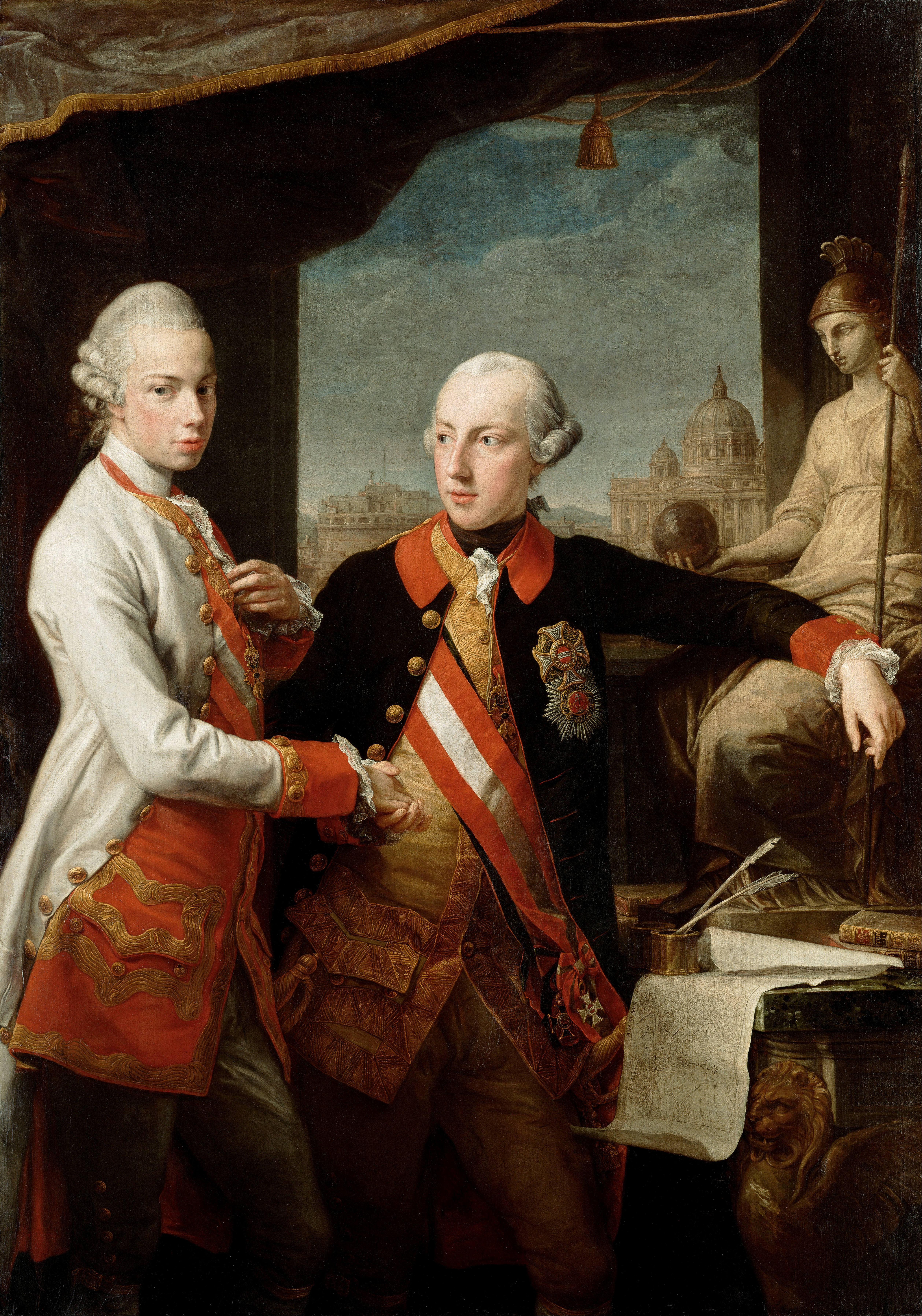
Leopold of Tuscany e José II do Sacro Império Romano-Germânico, 1769, Kunsthistorisches Museum, Viena
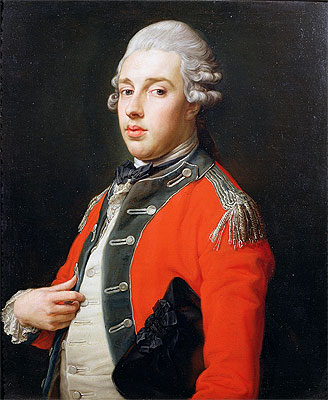
George, 1772, Houghton Hall, Norfolk
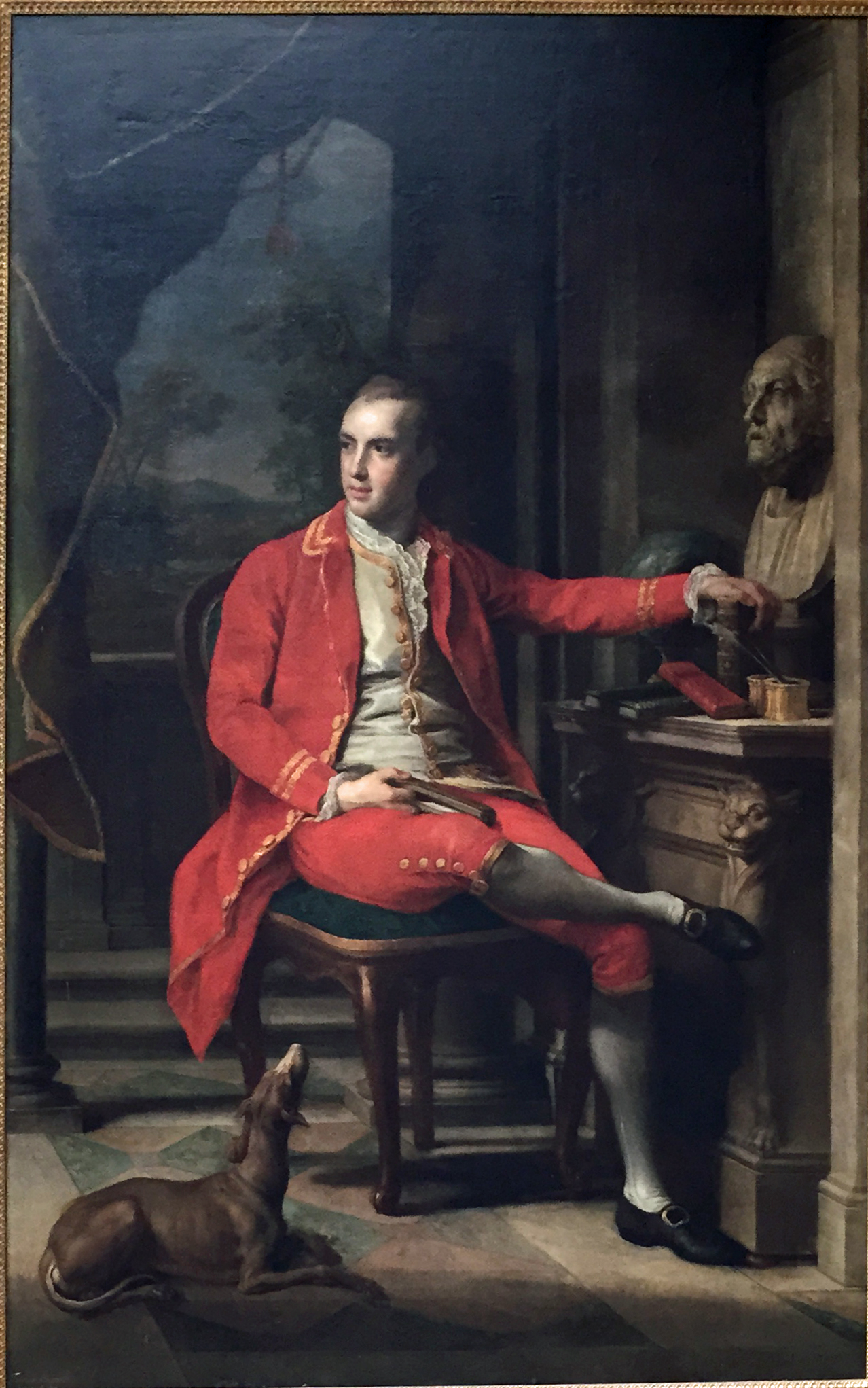
Thomas Estcourt,1772, John Hay Library, Brown University
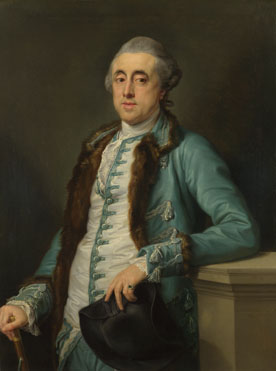
Retrato de um homem, 1774, National Portrait Gallery, Londres
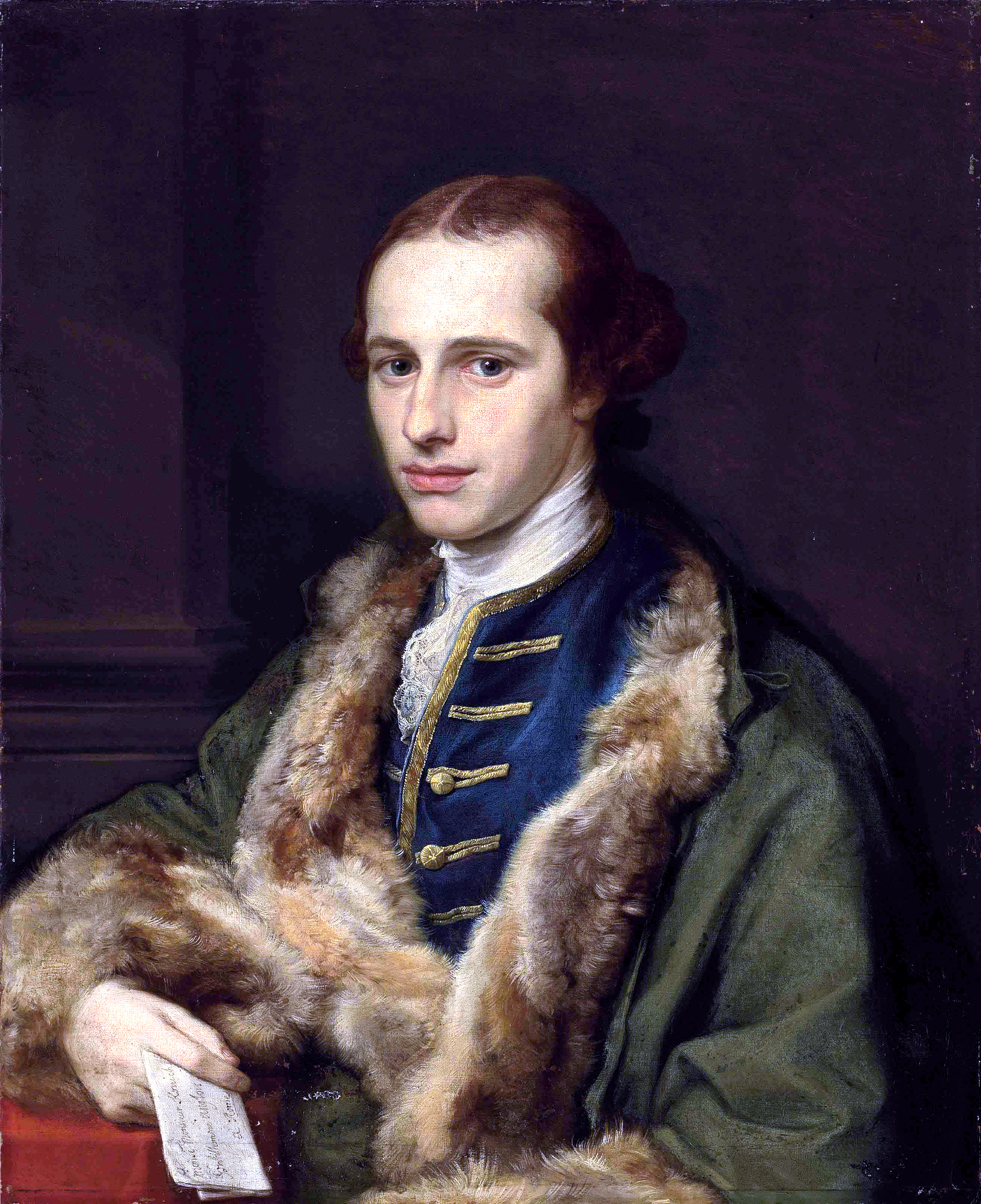
Reverendo Thomas Kerrich, c.1774, Geldeston Hall, Norfolk
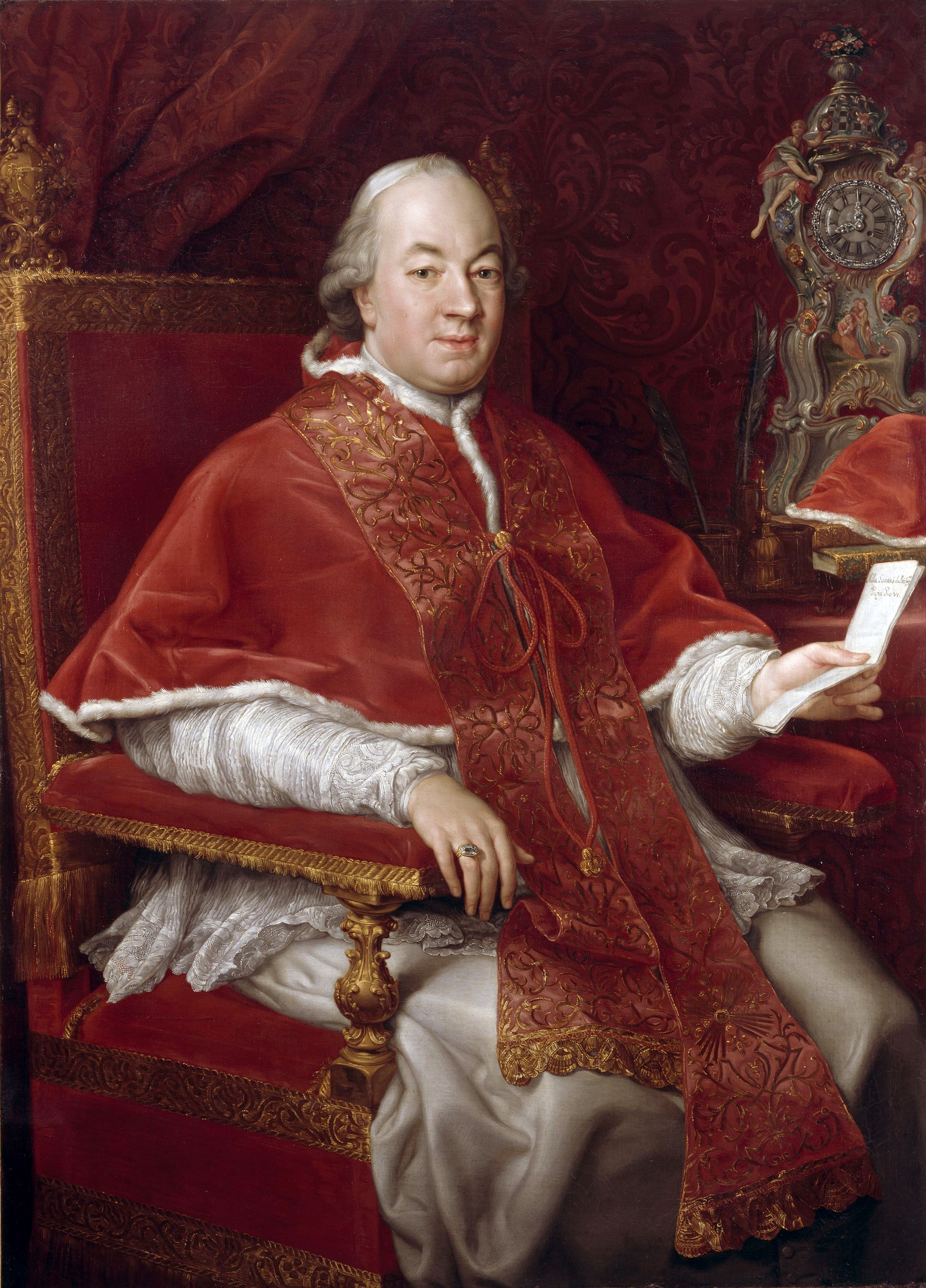
Papa Pio VI, 1775, Palazzo Braschi, Rome
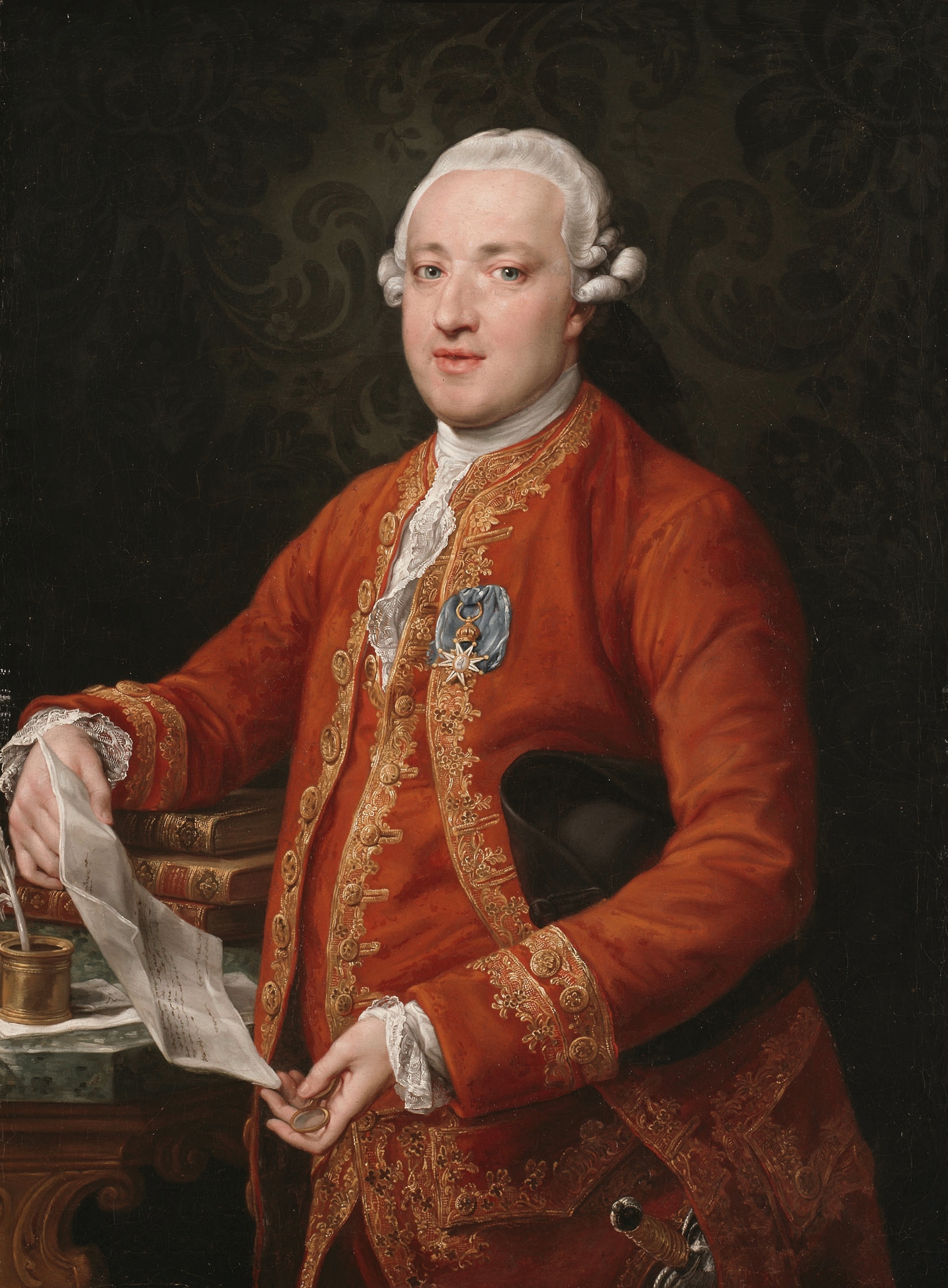
José Moñino, 1776, Art Institute of Chicago
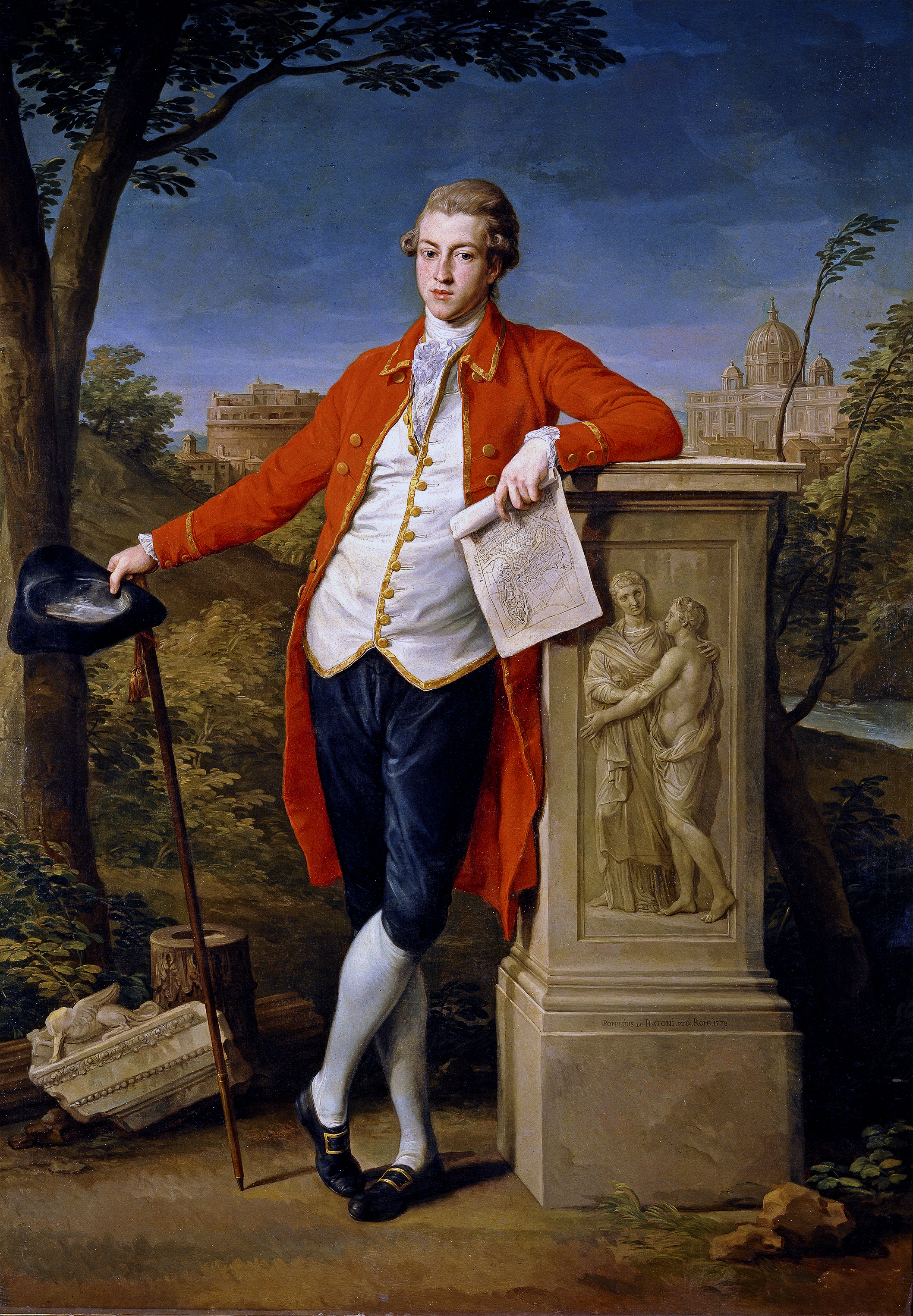
Francis Basset, 1778, Prado Museum
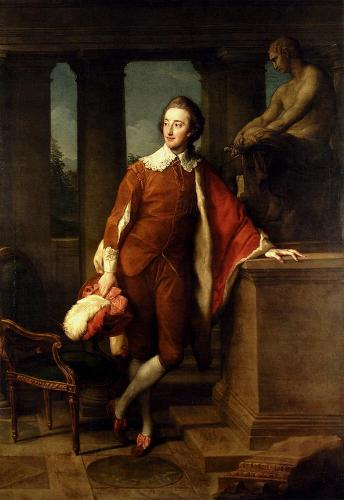
Anthony Ashley, 1782, Dorset
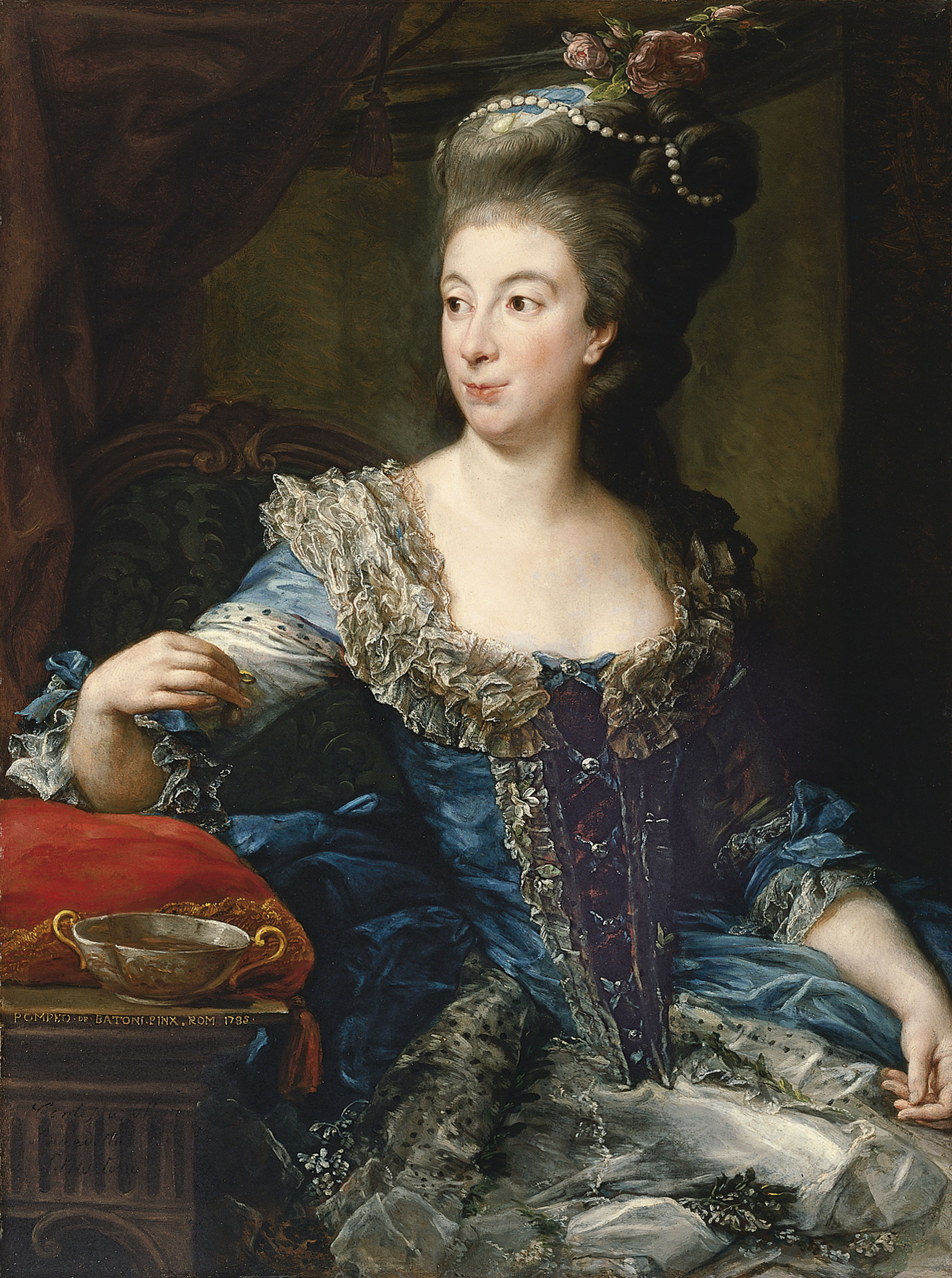
Maria Benedetta di San Martino, 1785, Thyssen-Bornemisza Museum

### Outros assuntos

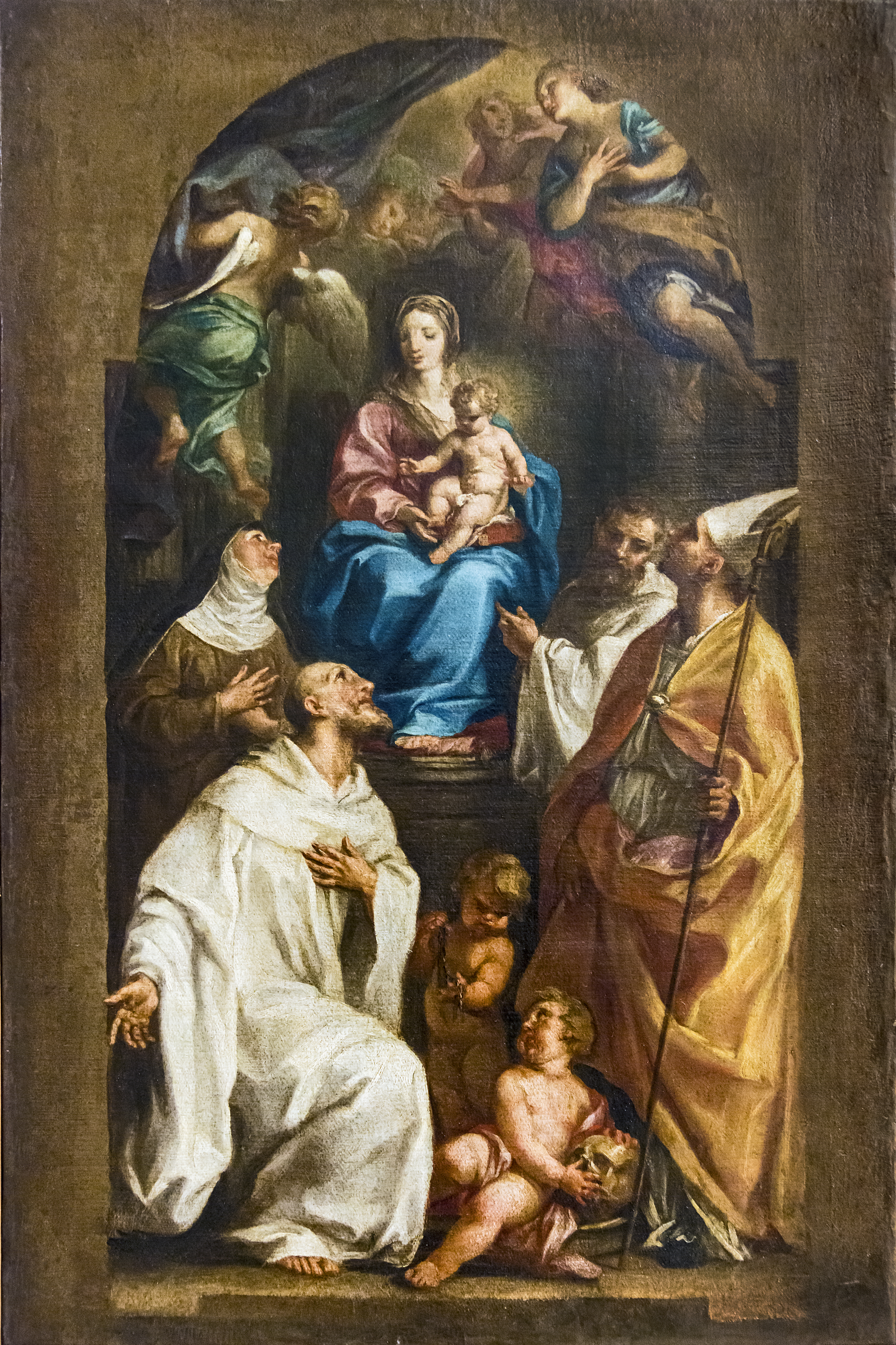
Pintura
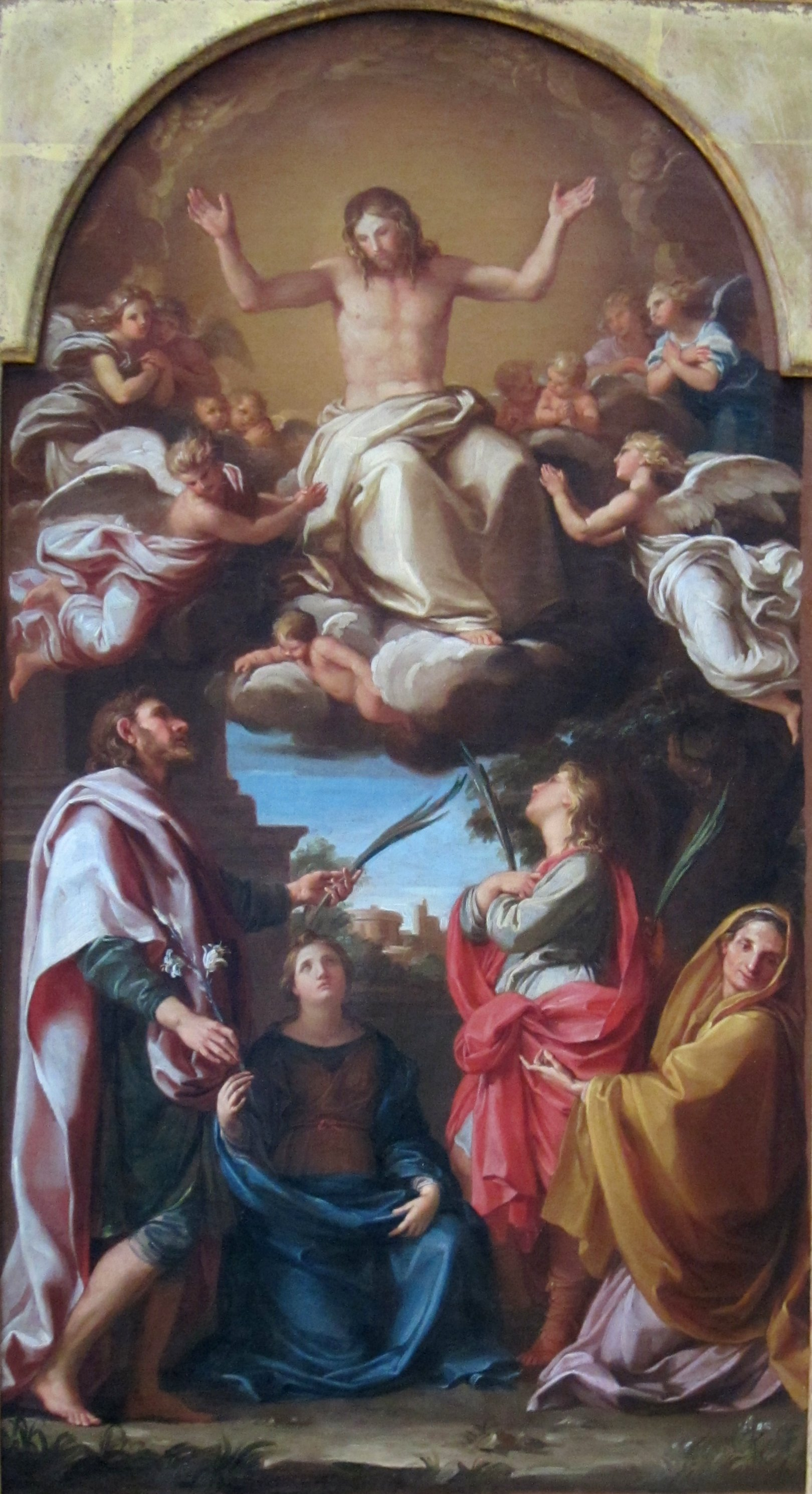
Pintura
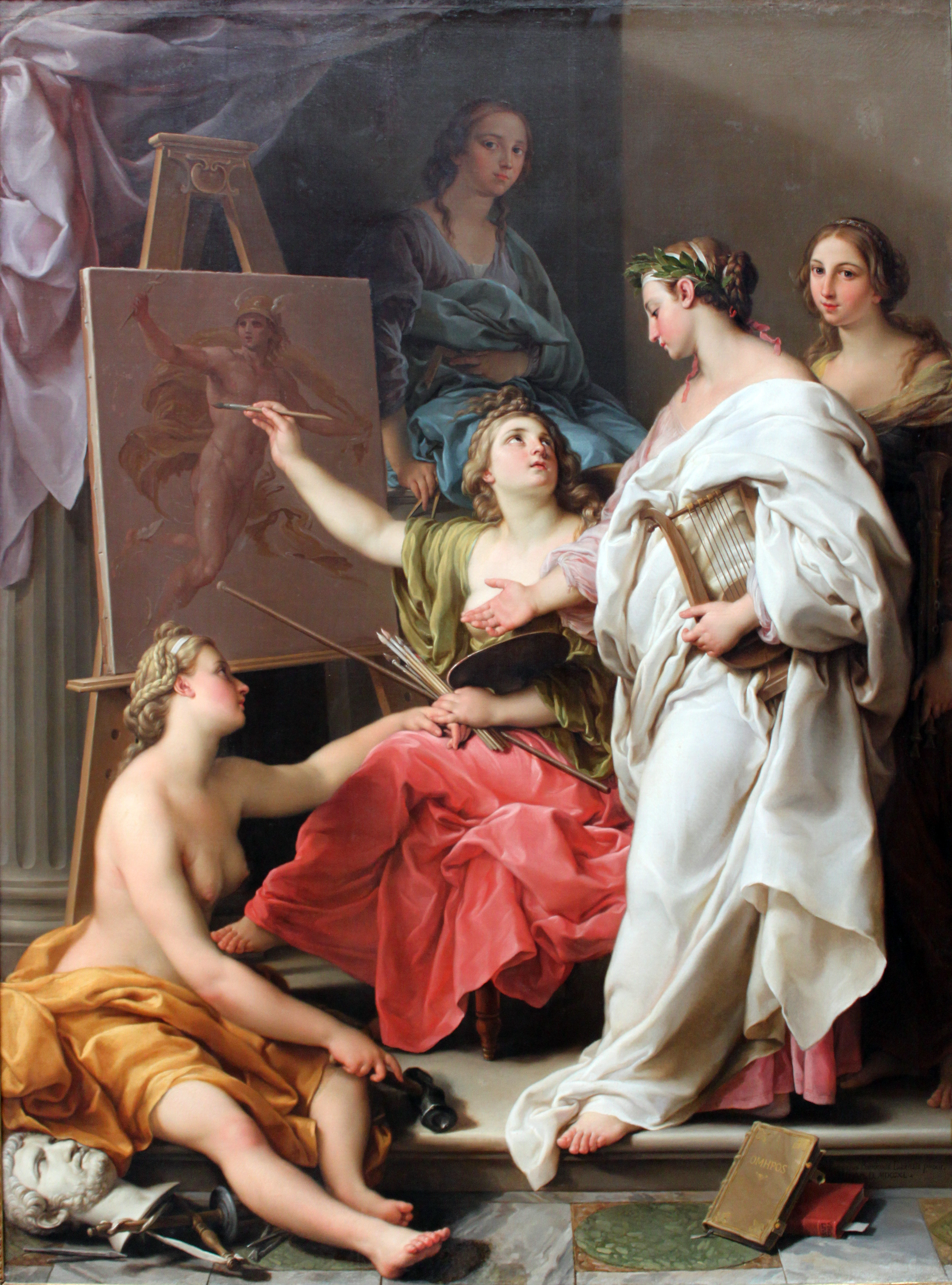
Pintura
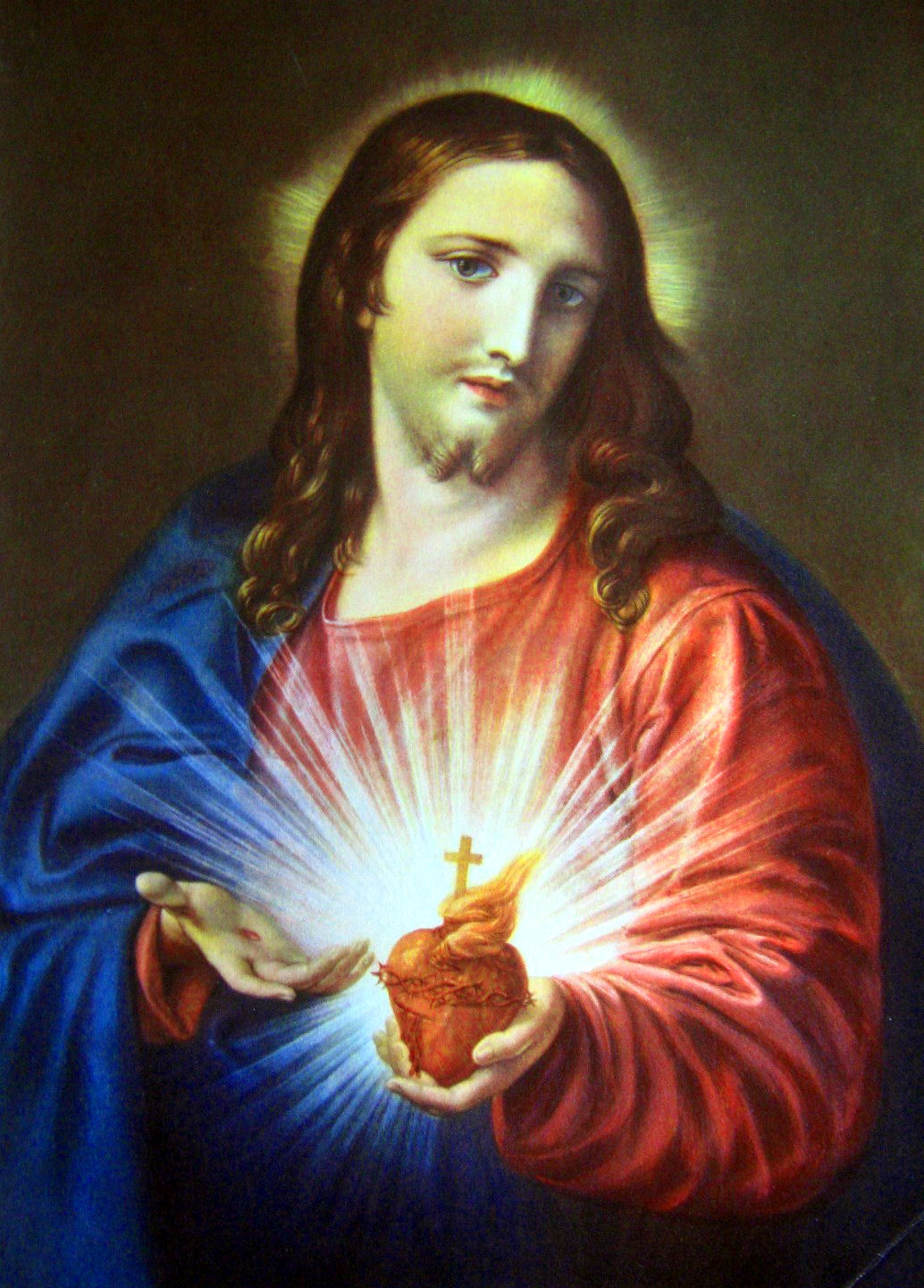
Pintura
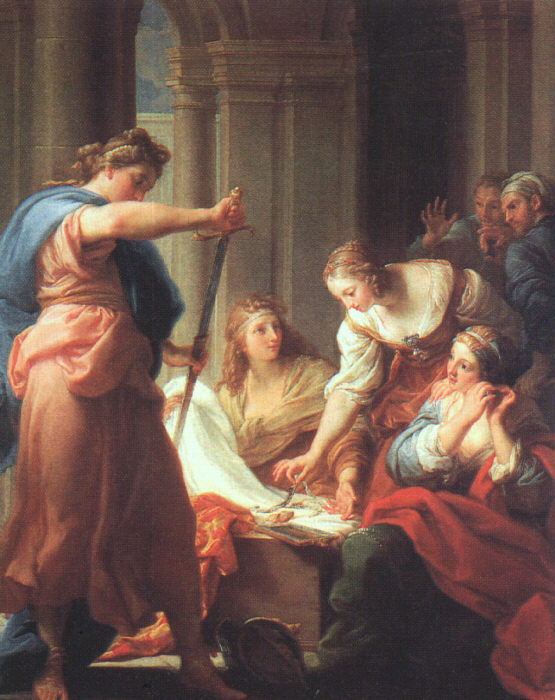
Aquiles na Corte de Lycomedes, óleo sobre tela, 1745, Galleria degli Uffizi, Florença
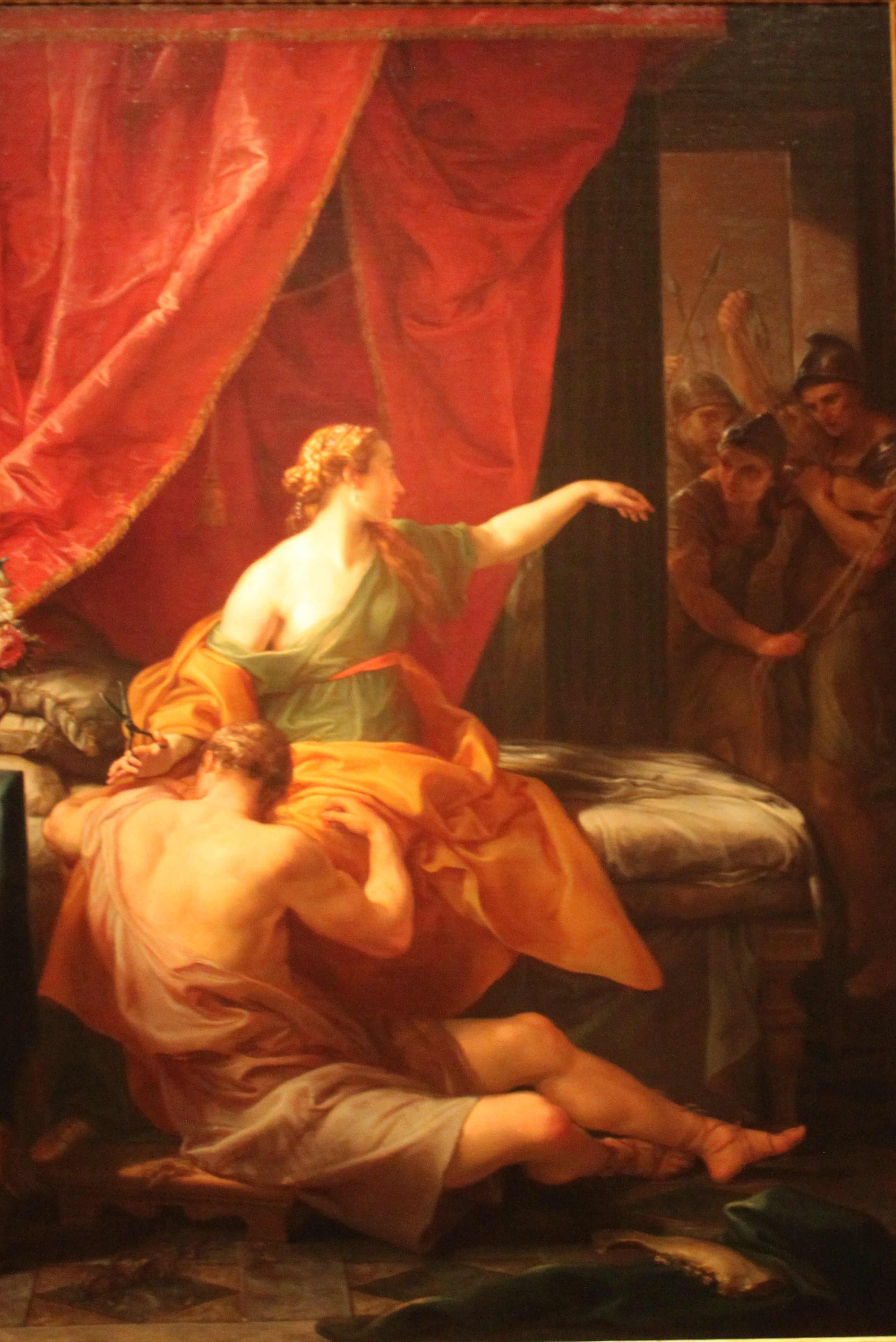
Sansão e Dalila, 1766, óleo sobre tela, Detroit Institute of Arts, Detroit
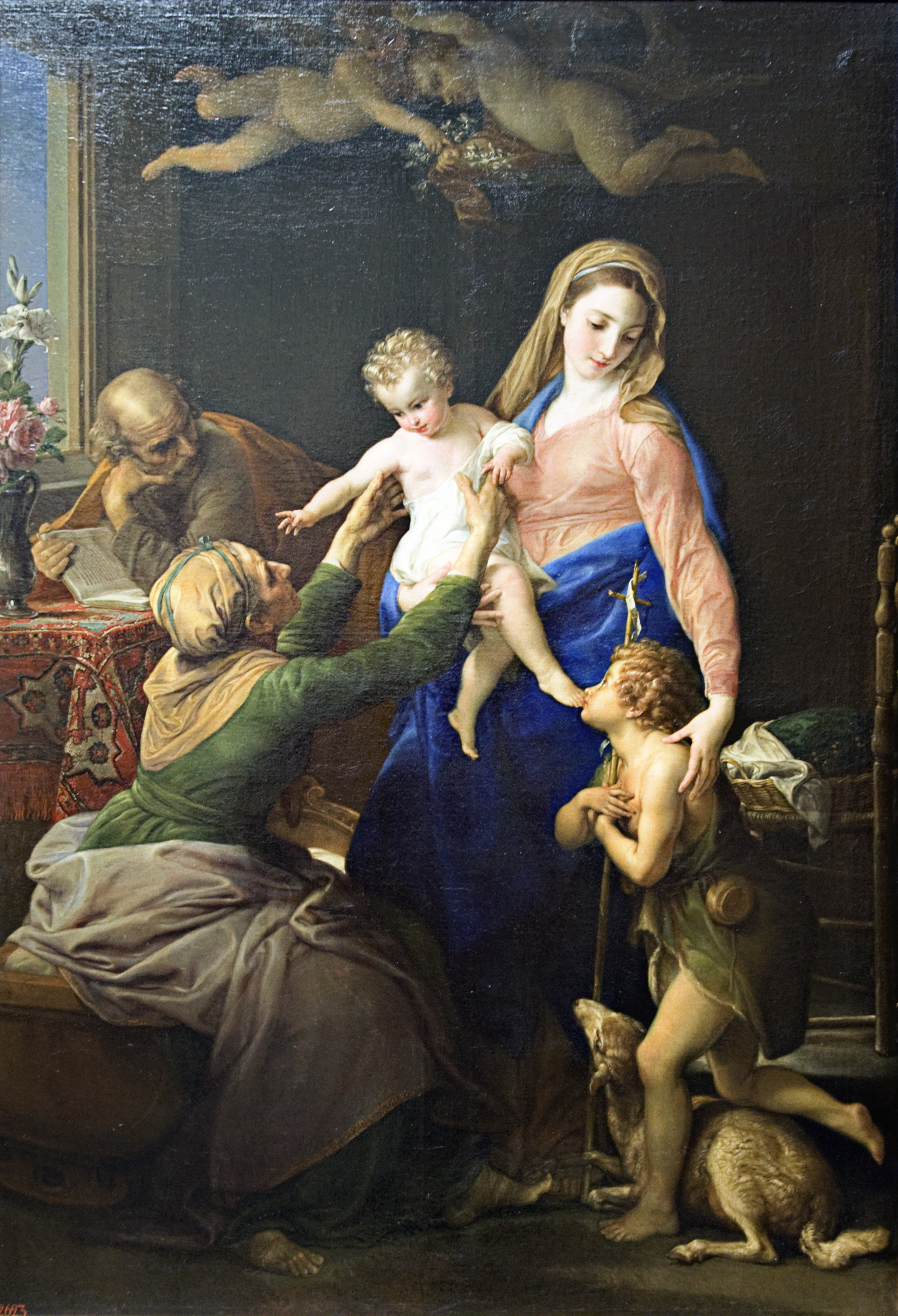
A Sagrada Família com Santa Isabel e o Menino Jesus São João Batista, 1777, Hermitage Museum, São Petersburgo
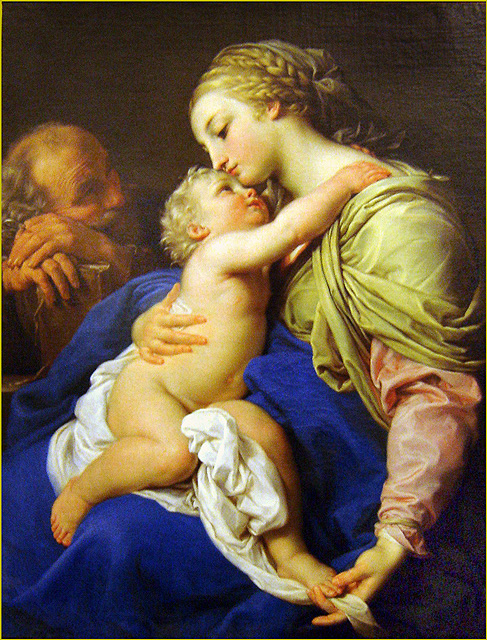
A Sagrada Família, ca. 1763, Capitoline Museums, Roma
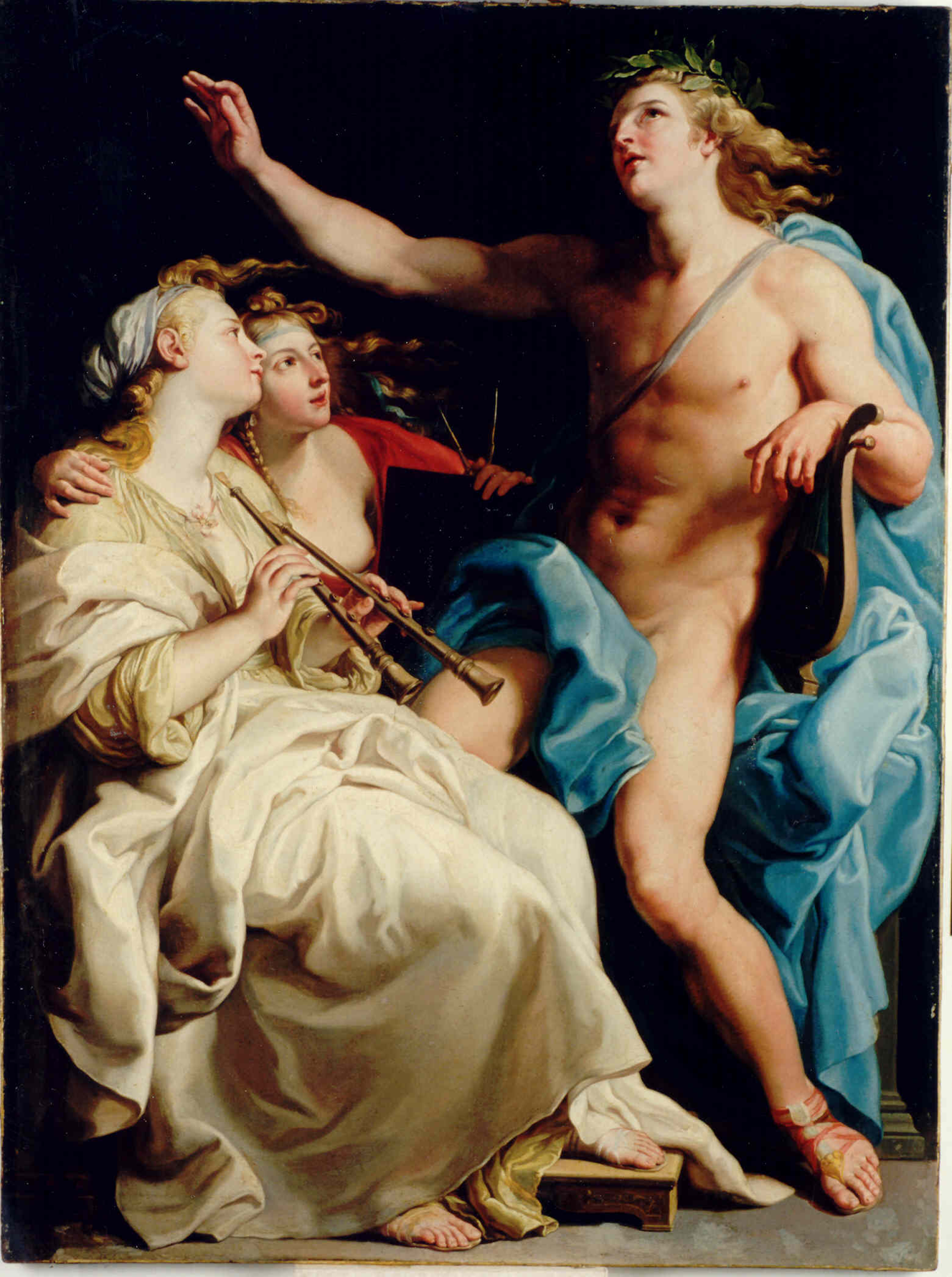
Apolo e duas musas
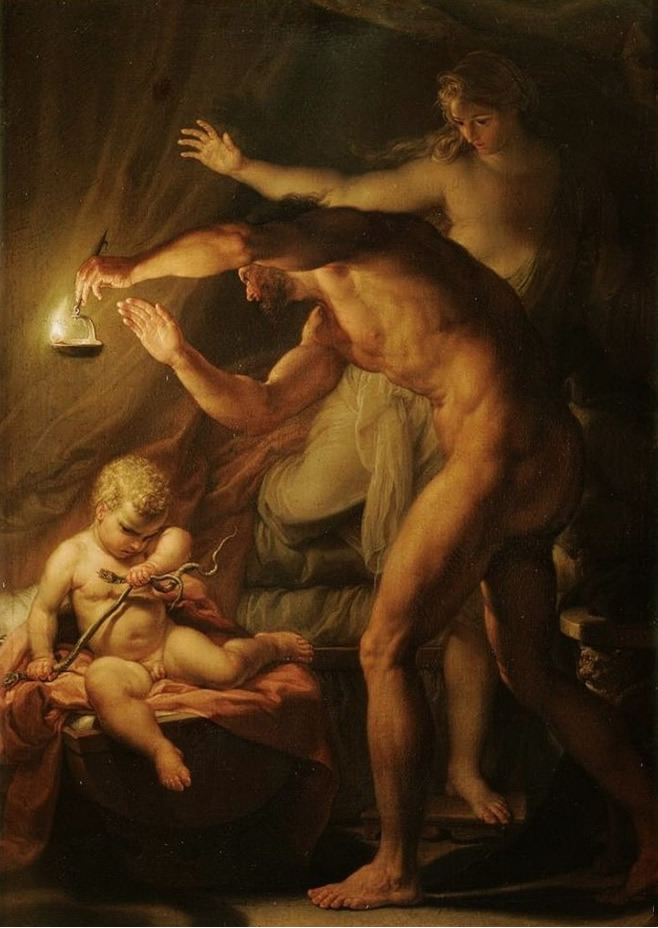
O bebê Hércules estrangulando serpentes em seu berço
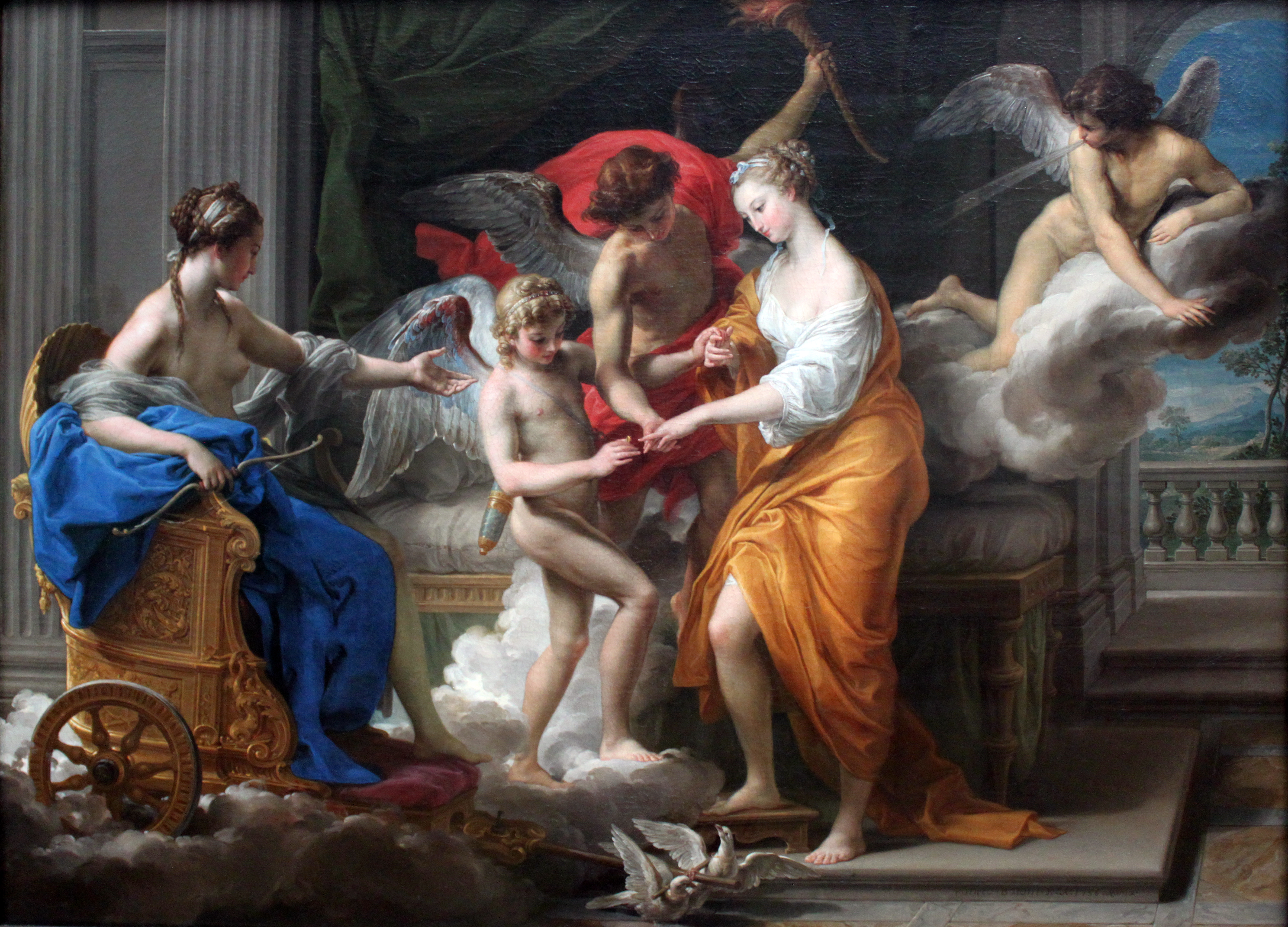
Casamento de Cupido e Psiquê
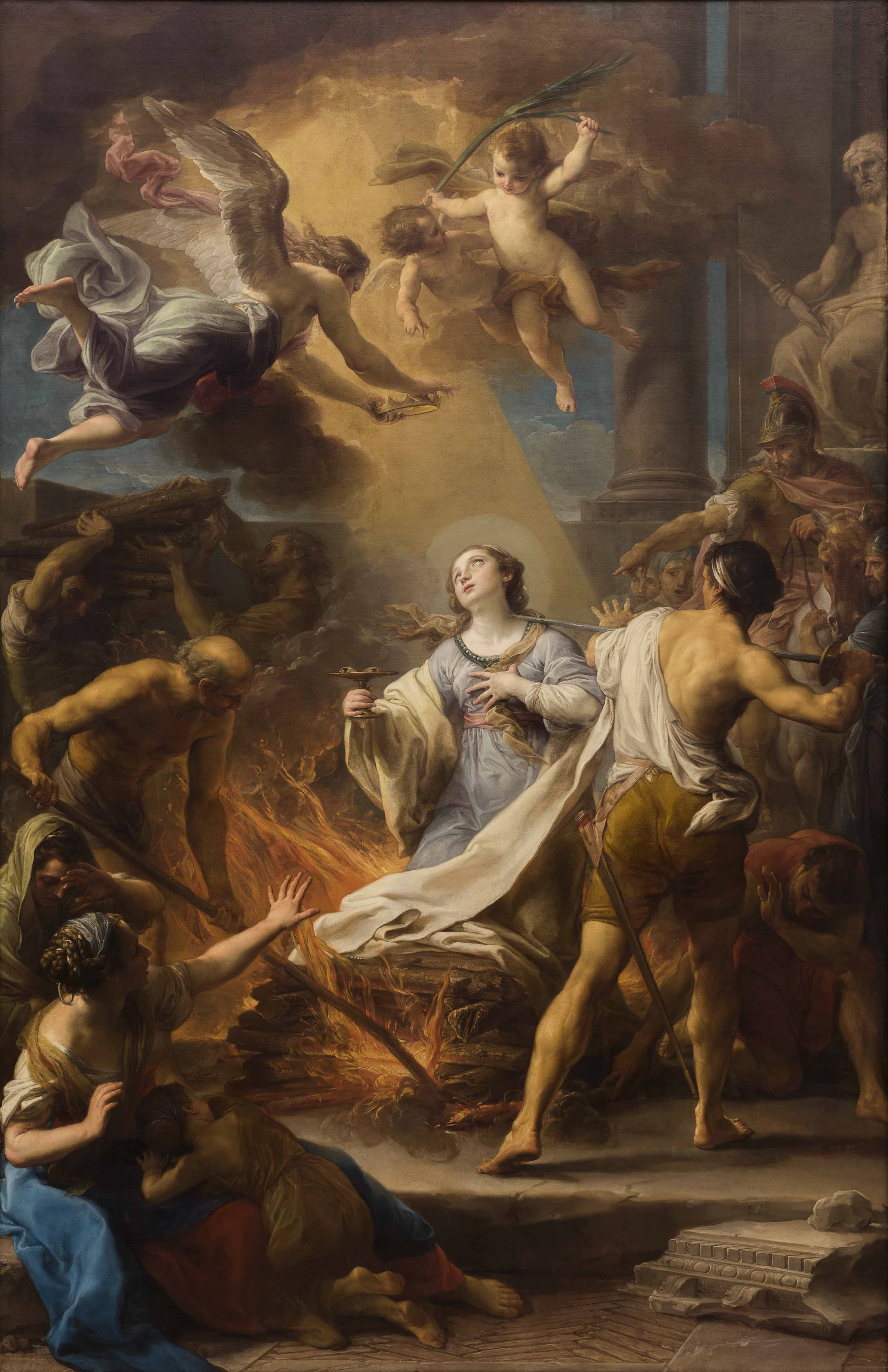
Martírio de Santa Lucía, 1759. Real Academia de Bellas Artes de San Fernando, Madrid
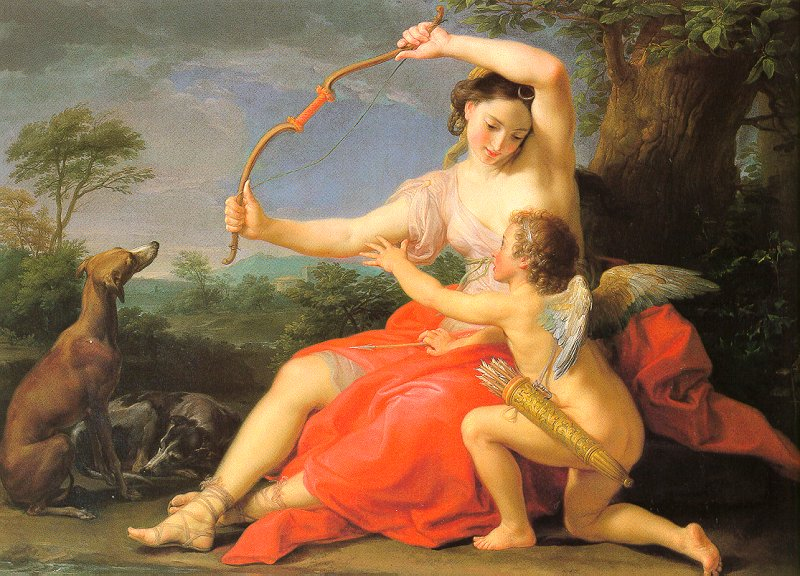
Diana & Cupido, 1761, óleo sobre tela, Metropolitan Museum of Art, Nova York

## Ver Também
- Rococó na Itália
- Pintura da Itália
- Pintura do Rococó
- Rococó
- História da Pintura